# Веломобиль

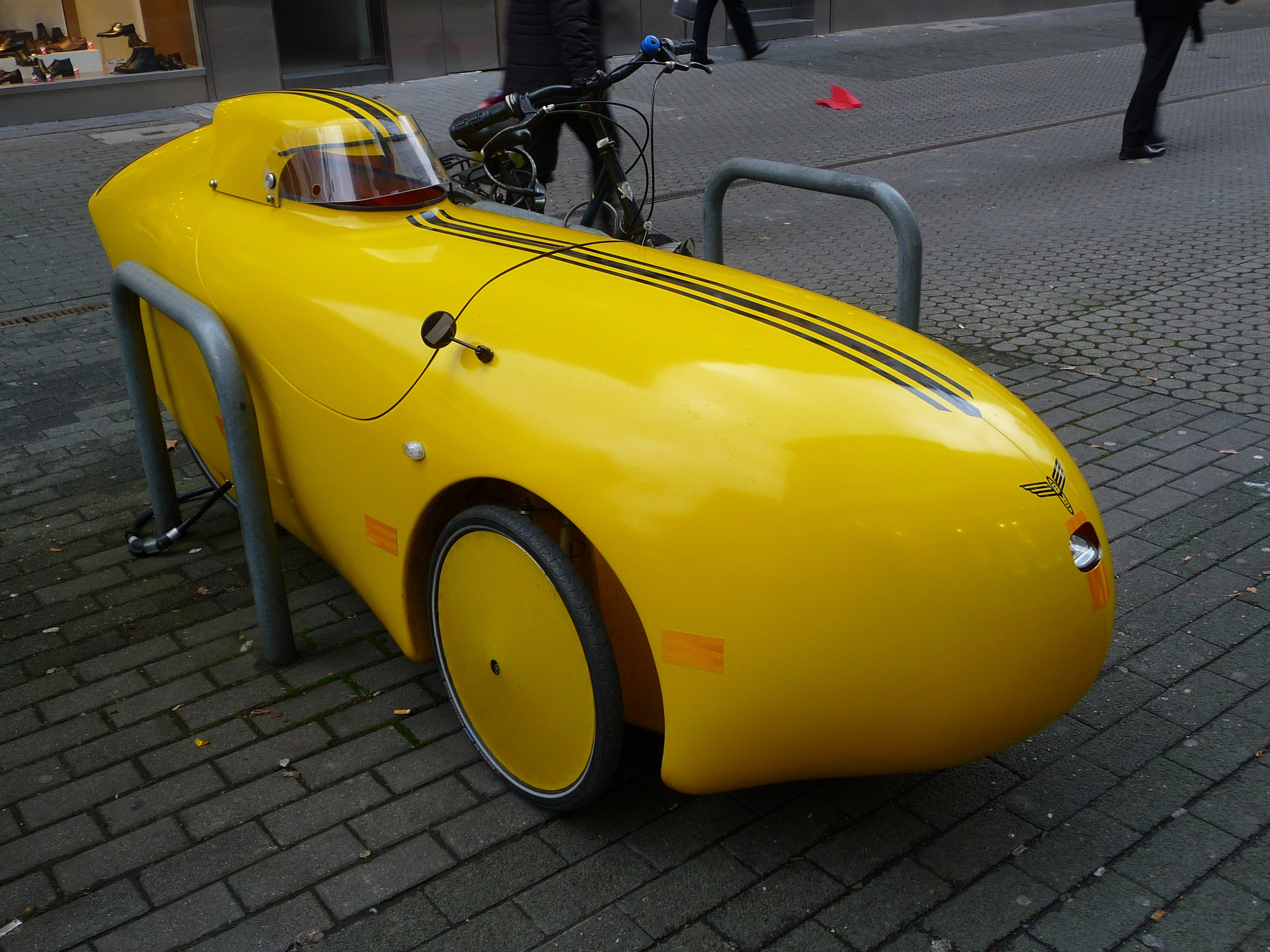
Веломобиль «Leiba»

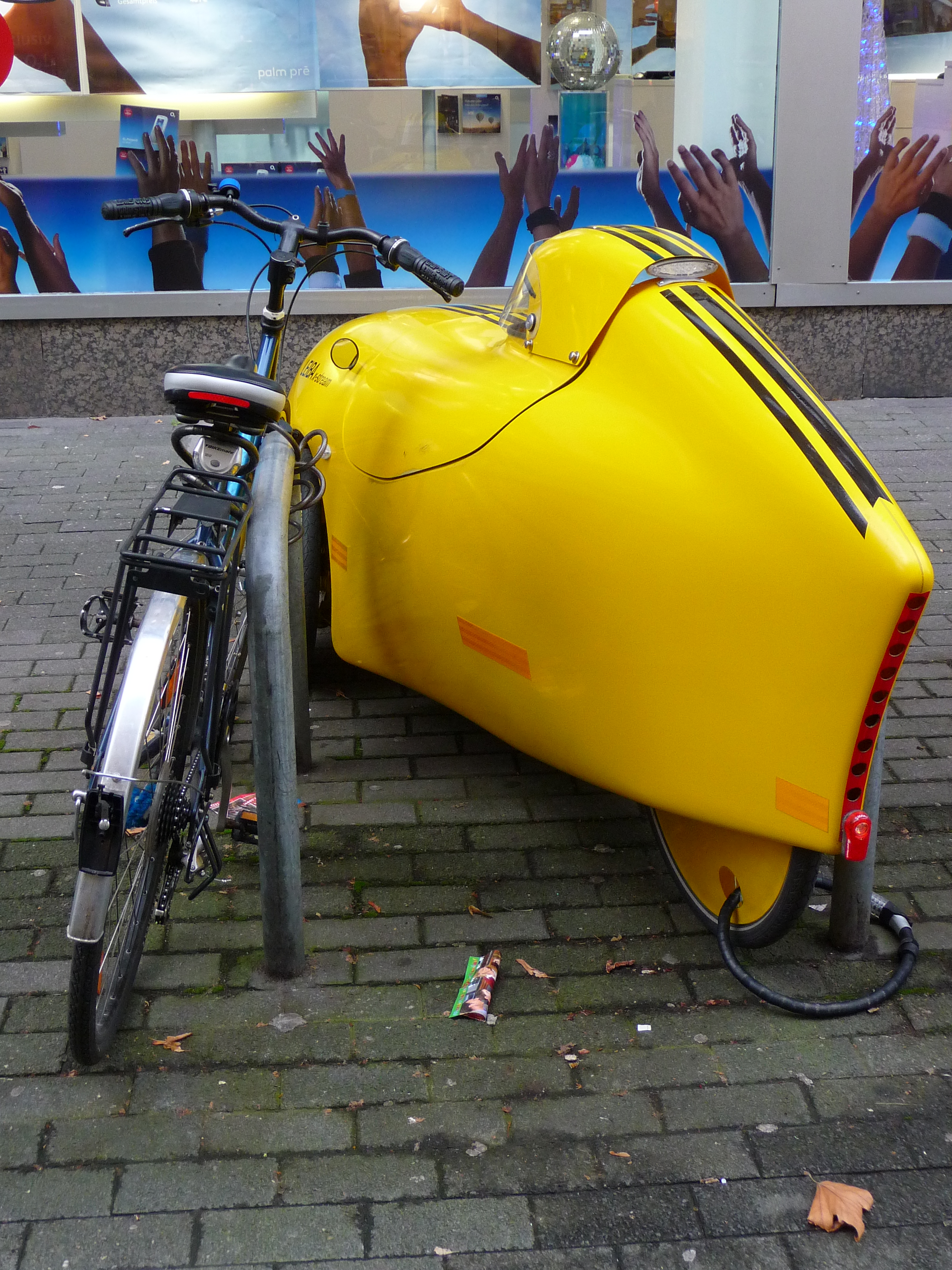
Веломобиль «Leiba»: вид сзади

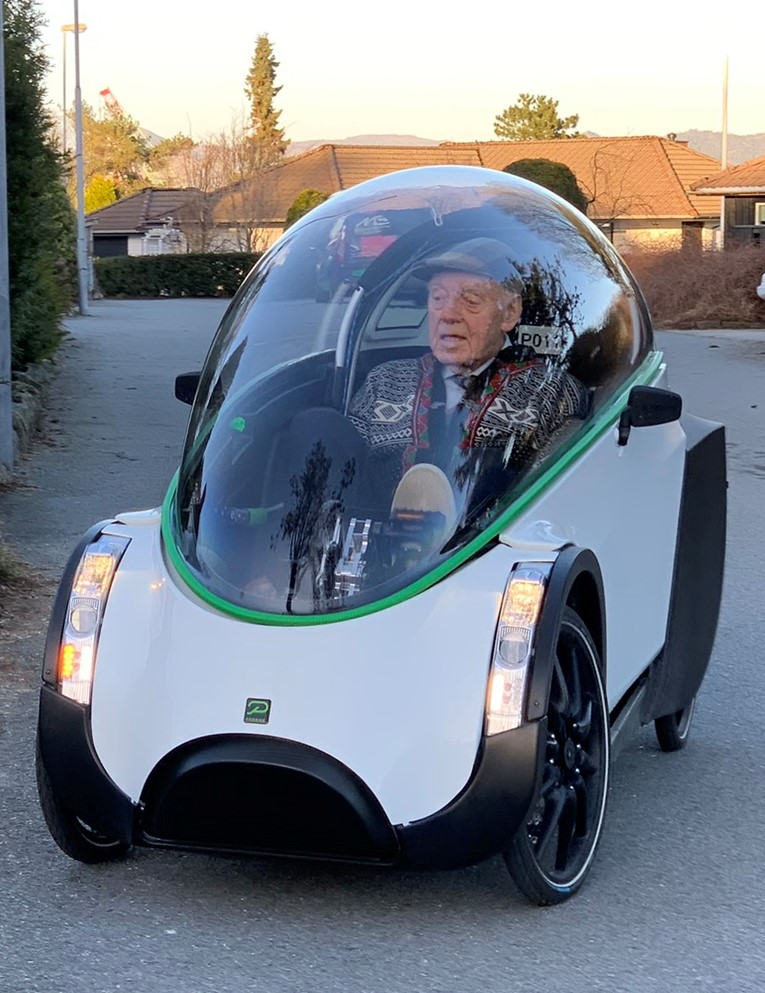
норвежский веломобиль 2022 года

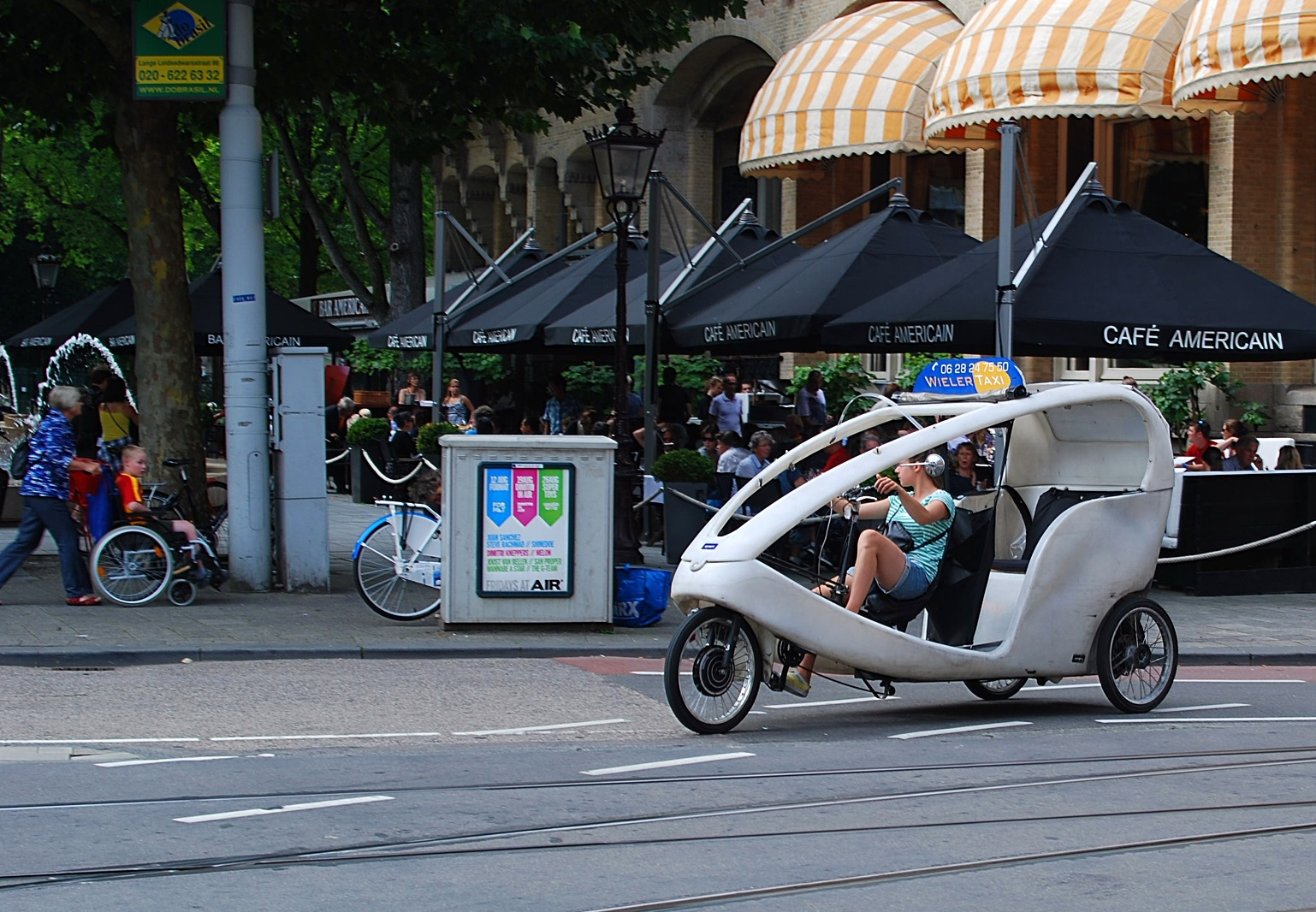
велотакси в Амстердаме

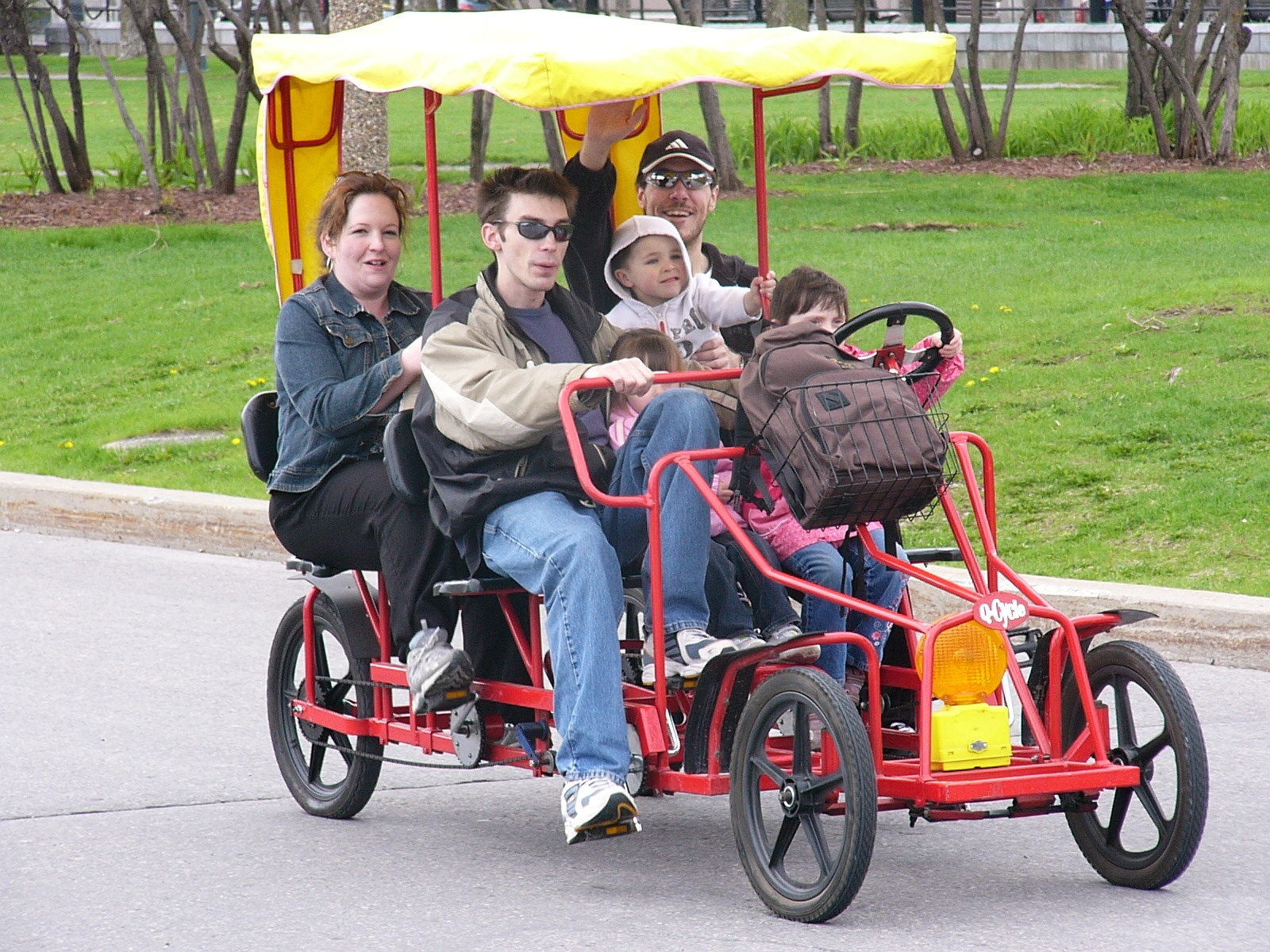
веломобиль для туристов

Веломобиль — транспортное средство с мускульным приводом, сочетающее простоту, экономичность и экологичность велосипеда с устойчивостью и удобством автомобиля. Веломобиль предназначен, как правило, для эксплуатации на дорогах с твёрдым покрытием. По сравнению с велосипедом, он имеет лучшую обтекаемость, защиту от непогоды и более комфортабельную посадку.
Согласно А. Н. Нарбуту, профессору МАДИ и конструктору веломобилей, основными отличиями веломобиля от велосипеда, нужно считать: наличие обтекателя (полного или частичного); сиденье, наподобие автомобильного (но не велосипедное седло); и наличие не менее трёх, не установленных в одну линию колёс. Двух из трёх указанных отличительных особенностей достаточно, чтобы назвать мускулоход веломобилем, а не велосипедом.

## Классификация
Существуют различные способы классификации веломобилей. Наиболее часто веломобили разделяют на: 
- утилитарные
- спортивные
- рекордно-гоночные

## Конструкция веломобиля
Рама

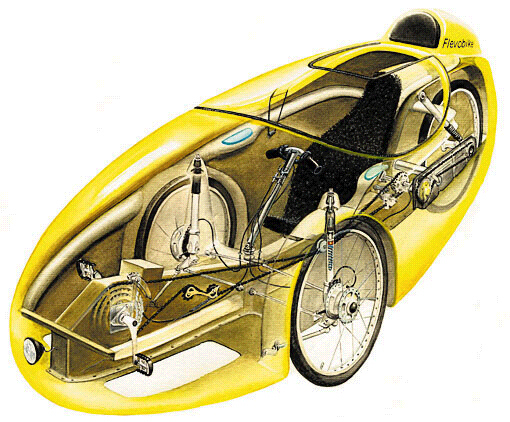
Современный веломобиль в разрезе

Подавляющее число веломобилей являются рамными. Рама веломобиля изготавливается из круглых или квадратных труб с различным сечением и прочностью, в зависимости от предназначения веломобиля и совершенства его конструкции. Легированная сталь, алюминиевые и титановые сплавы, углепластик, кевлар, а также авиационная фанера — часто используемые материалы для изготовления современного веломобиля. Большинство веломобилей имеют хребтовую раму, хотя иногда встречаются и пространственные.
Кузов
Веломобиль может оснащаться полностью закрытым или частично открытым кузовом. Кузов веломобиля может быть несущим или в виде съёмного обтекателя, установленного на раму (шасси). В качестве типичных материалов кузова веломобиля используют стеклопластик, алюминиевые сплавы, карбон, кевлар, фанеру или непромокаемую ткань, натянутую на каркас.
Привод

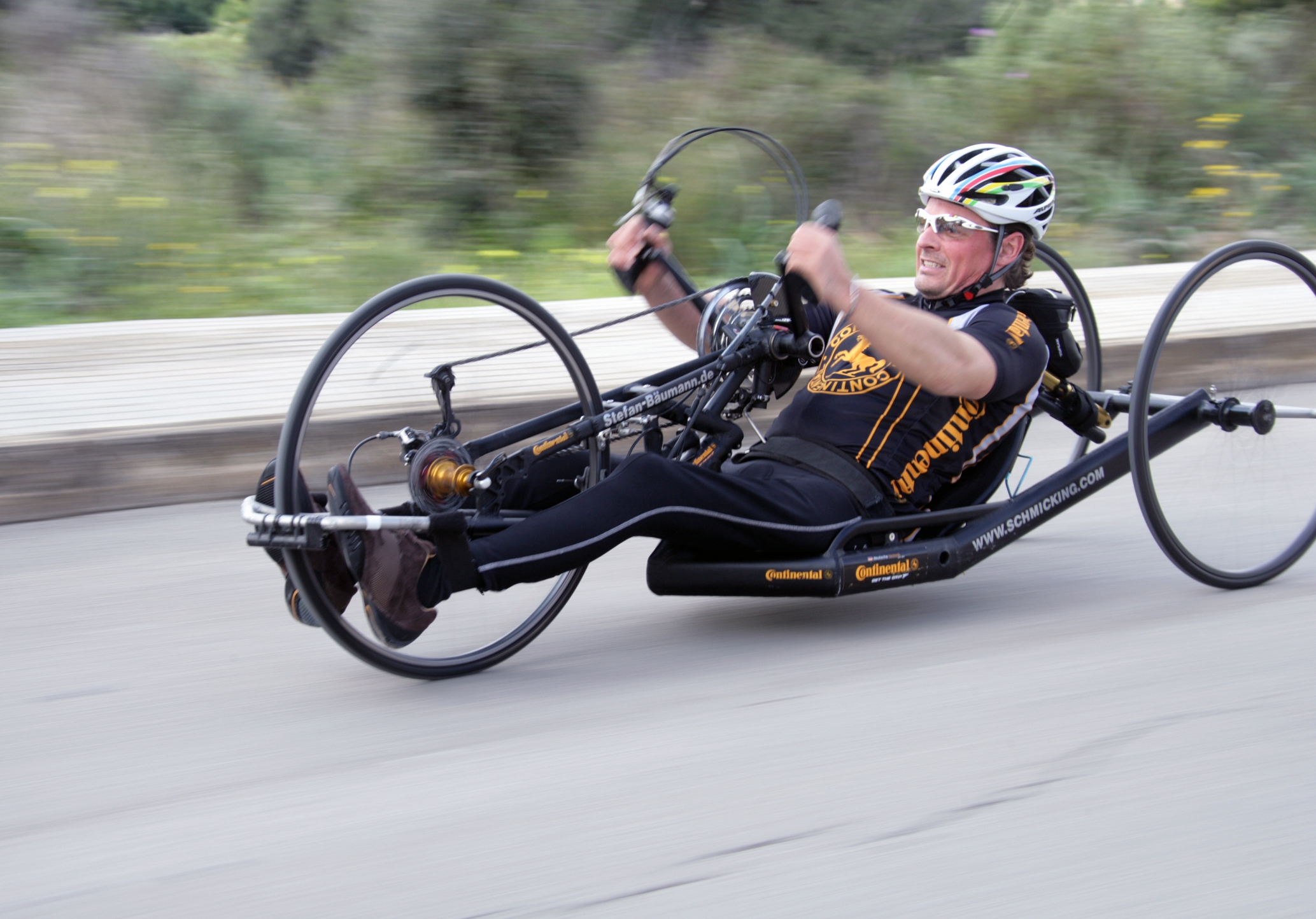
Гонщик на веломобиле с ручным приводом

Веломобиль может иметь ножной, ручной или комбинированный привод. Привод может осуществляться на передние, задние или на все колёса. На ведущие колёса крутящий момент может передаваться с помощью цепи, ремня, карданного вала или стальных (кевларовых) тросиков. С точки зрения движения ног (рук) веломобилиста, привод веломобиля может быть круговым, эллиптическим или линейным. На некоторые веломобили устанавливают вспомогательный электродвигатель, например, «BionX».
Система переключения передач
Веломобиль имеет, как правило, классический или планетарный переключатель скоростей, однако могут также устанавливаться велосипедные вариаторы, такие как «NuVinci N360» или вариатор Б. Фролова.

## Сравнительные характеристики
|                                                                      | Туристский велосипед | Веломобиль «Alleweder A4» | Веломобиль «Orca» | Веломобиль «Mango+» | Веломобиль «Quest» |
| -------------------------------------------------------------------- | -------------------- | ------------------------- | ----------------- | ------------------- | ------------------ |
| Внешний вид                                                          |                      |                           |                   |                     |                    |
| Площадь фронтального сечения (включая велосипедиста), м²             | 0,40                 | н/д                       | 0,17              | 0,12                | 0,09               |
| Коэффициент лобового (аэродинамического) сопротивления х мидель, CdA | 5,4                  | н/д                       | 1,9               | 1,3                 | 1,0                |
| Вес, кг                                                              | 12                   | 34                        | 39                | 32                  | 34                 |
| Скорость при мощности 150 Ватт                                       | 25                   | 28                        | 31                | 33                  | 39                 |
| Скорость при мощности 250 Ватт                                       | 32                   | 38                        | 41                | 45                  | 50                 |
| Требуемая мощность для скорости 50 км/ч, Ватт                        | 600                  | 410                       | 395               | 315                 | 250                |
| Цена, евро                                                           | ~1 000               | 3 540                     | 7 650             | 5 490               | 5 950              |

## История

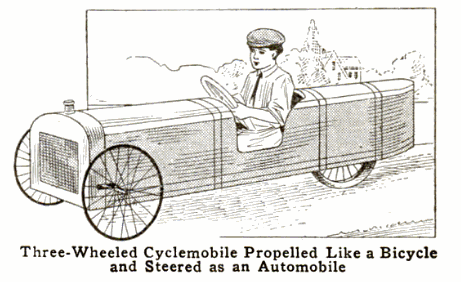
Ранний веломобиль (1913 год)

Прототипами современных веломобилей можно считать «самобеглые экипажи» Шамшуренкова и Кулибина XVIII века. Первые современные кузовные веломобили появились в США в начале XX столетия. Это были трёх- и четырёхколёсные транспортные средства, оснащённые цепным приводом и фанерным (деревянным) кузовом. Описание и инструкции для постройки таких веломобилей можно найти в известном американском журнале «Популярная Механика».

### Межвоенное время
После окончания Первой мировой войны в Европе возникла потребность в недорогом и простом в эксплуатации транспортном средстве, комфортабельней велосипеда и не требующего для езды топлива. В этот период было создано большое количество разнообразных веломобилей, как для повседневного использования, так и для спортивных состязаний.
Одним из первых европейских веломобилей, получивших освещение в средствах массовой информации, стал «Omni Bike» француза Алуа Сито. Изобретённый им в 1924 г. двухместный веломобиль с комбинированным приводом стал известным по обе стороны Атлантики.
«Velocar» Шарля Моше

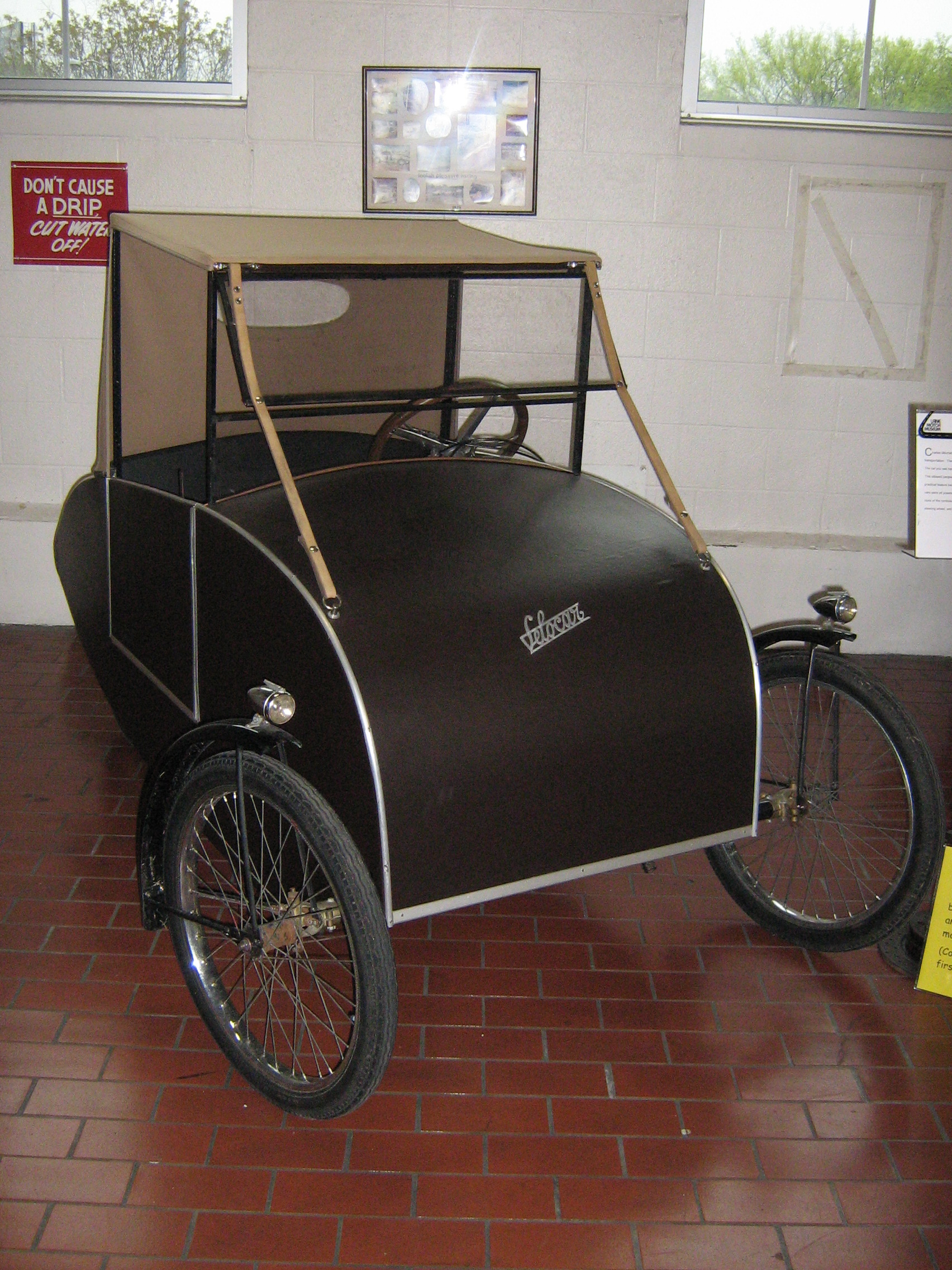
«Velocar» Ш. Моше

В конце 1920-х гг. французский изобретатель и предприниматель Шарль Моше (1880—1934) разработал и наладил серийный выпуск веломобиля «Velocar» на своей фабрике.
Этот четырёхколёсный двухместный веломобиль весил, в зависимости от модели, 35—40 кг, оснащался трёх- или пятискоростной системой переключения передач велосипедного типа и независимыми цепными приводами водителя и пассажира. Всего с 1928 по 1944 гг. было выпущено около 6000 веломобилей «Велокар» разных моделей. Веломобили активно использовались французами в ходе немецкой оккупации во время Второй мировой войны, когда использование обычных автомобилей было сильно ограничено оккупационной администрацией. На «Велокаре» с равным успехом ездили как мужчины, так и женщины. Веломобиль часто был единственным транспортным средством в семье. Несколько десятков «Велокаров» сохранилось в музеях и частных коллекциях.
«Landskiff» Манфреда Карри

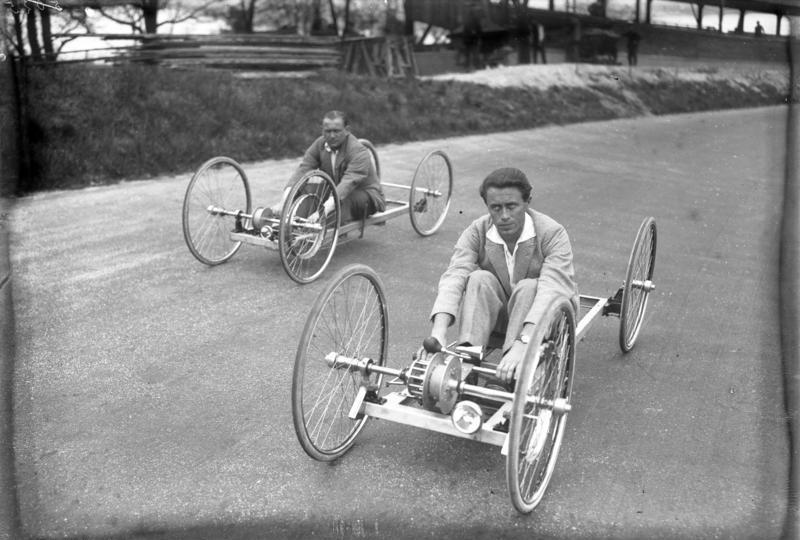
«Landskiff» М. Карри

«Landskiff» (Лендскифф) — четырёхколёсный спортивно-туристский веломобиль, разработанный и запатентованный Манфредом Карри (Manfred Curry) в 1926 г. М. Карри вошёл в историю прежде всего как выдающийся яхтсмен и конструктор скоростных яхт. «Landskiff» в переводе на русский означает «сухопутная лодка».
Веломобиль произвёл настоящий фурор и показывался на знаменитой выставке AVUS в Берлине. Изобретатель сделал ставку не на производство веломобилей, а на продажу чертежей для самостоятельного изготовления «Как самому построить Лендскифф».
В веломобиле был использован привод, который имитирует движения академической гребли, поэтому в англоязычных источниках более известен как «Rowmobile». Преимуществом такого привода, по сравнению с велосипедным, является равномерная нагрузка на все мышцы тела, а не только на ноги, как в велосипеде. Благодаря такому приводу человек может выдать значительно большую мощность, по сравнению в велосипедным приводом. Данный привод сочетает такие ценные качества, как простоту, лёгкость, компактность и эффективность. Неудивительно, что вскоре после изобретения гонки на «Лендскиффах» быстро набирают популярность и начинают соперничать с велосипедными соревнованиями.
Соревнования на «Лендскиффах» стали популярными не только в Германии, на родине изобретателя, но и в Великобритании и США. Спортсмены во время гонок развивали на этом веломобиле до 55 км/ч. Энтузиасты изготовляли как открытую, так и кузовную версию веломобиля.
Веломобиль успешно использовался и для туристических поездок. В 1927 году немецкий шахтёр Джохан Фишер построил свою версию «Лендскиффа», на котором он совершил трансъевропейское путешествие. Путешествие заняло несколько лет. За это время бывший шахтёр посетил на веломобиле Финляндию, Нидерланды, Бельгию, Францию, Люксембург, Швейцарию, Италию, Австрию, Венгрию, Чехословакию и Испанию. Всего Д. Фишер преодолел около 56 000 км во время своего трансъевропейского путешествия на «Лендскиффе».
В 1930 г. в Лондоне на велодроме Херне-Хилл прошла международная велогонка, в которой спортсмены на «Ледскиффах» выступали в отдельной категории.
Популярный веломобиль попал также в объективы кинокамер той поры. Подлинное количество произведённых веломобилей неизвестно. Считается, что сохранился лишь один экземпляр этого необычного веломобиля, который хранится в Немецком политехническом музее в г. Мюнхен.
«Pedal Cyclecar» компании Pedeluxe
«Pedal Cyclecar» — трёхколёсный веломобиль с закрытым кузовом, запатентованный в 1929 г. Веломобиль производился серийно в г. Лондон, Великобритания. «Педелюкс» был почти полностью сделан из алюминия. Передние колёса были управляемые, заднее — ведущее. Управление осуществлялось рулём автомобильного типа. Для защиты от непогоды веломобиль оборудовался откидным лобовым стеклом и тентом. По желанию заказчика можно было установить боковые стекла. «Педелюкс» оснащался трёхскоростной планетарной системой переключения передач «Sturmey-Archer». Цепь привода была закрыта в кожух. Тормозная система была комбинированной: тормоза на передних колёсах имели ручной привод, тормоз на заднем колесе — ножной. Сиденье веломобиля оснащалось регулировками. В передней части кузова размещался небольшой багажник. «Педелюкс» неоднократно модернизировался и выпускался в разных версиях.
Предпринимались также попытки создать складной веломобиль.

### Скандинавские веломобили 1940—50-х

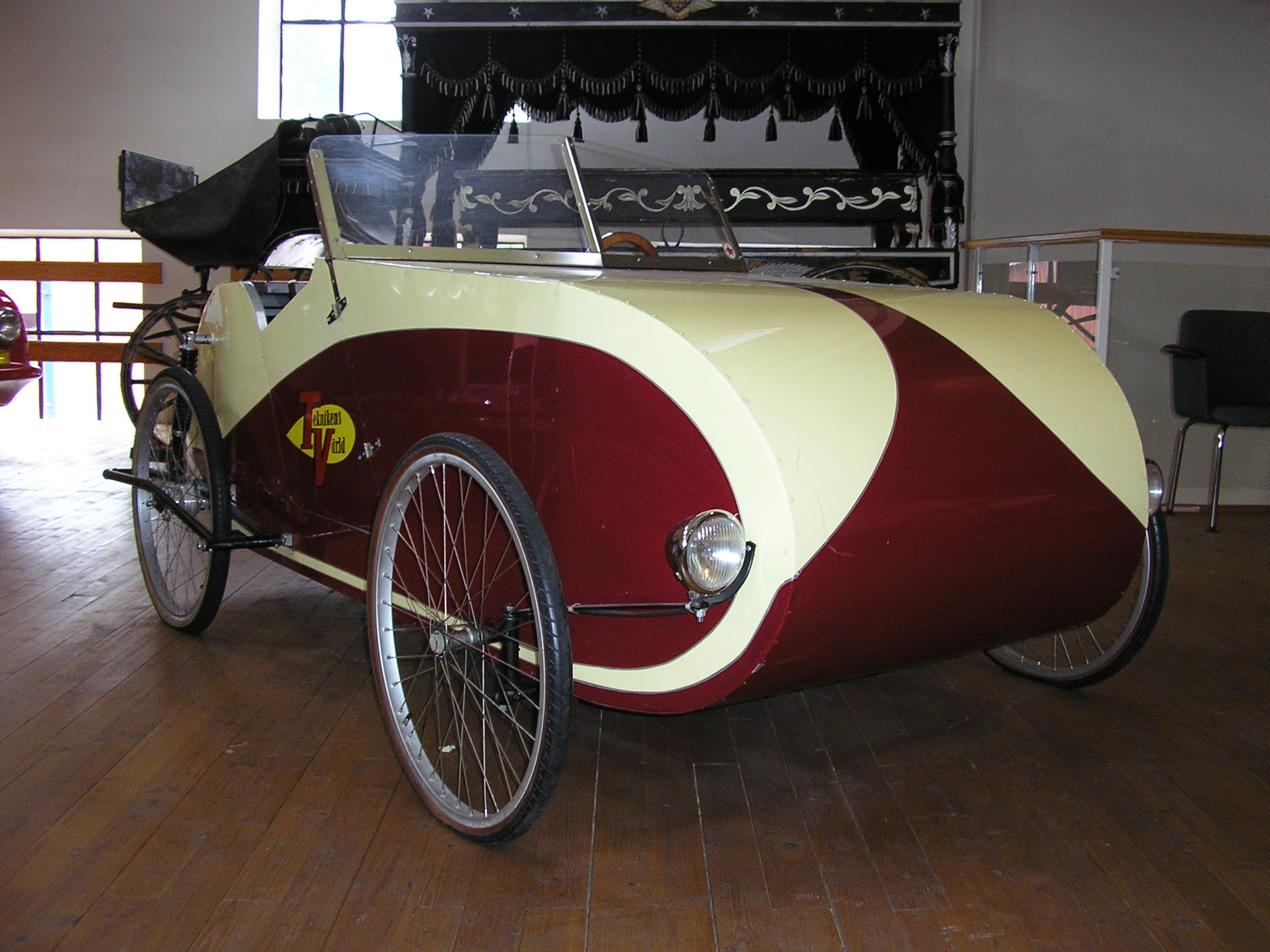
«Fantom» К. Йоханссона.

Веломобили в скандинавских странах появились позже, чем в других европейских странах. Появление веломобилей в Швеции и Финляндии было связано с тем, что во время Второй мировой войны населению этих стран было запрещено пользоваться автомобилями. Возникла потребность в транспортном средстве для повседневной езды, которое было б безопаснее и комфортабельней, чем обычный велосипед, но приводилось в движение лишь мускульной силой человека.
 Шведские веломобили 
В 1940 г. шведский изобретатель Карл Йоханссон разработал и запатентовал веломобиль (по-шведски cykelbil/cykelbilen) «Fantom» («Фантом»). Было создано две модели веломобиля: одноместная трёхколёсная с закрытым кузовом и двухместная четырёхколёсная с кузовом кабриолет. Фанерный кузов веломобиля был установлен на стальную раму. Открытая версия оснащалась откидным тентом. Одноместная модификация веломобиля с закрытым кузовом весила 65 кг. У изобретателя не было возможности наладить серийное производство веломобиля, поэтому он решил продавать чертежи. «Фантом» является самым популярным проектом веломобиля. Начиная с 1940-х гг. и до наших дней было продано более 100 000 чертежей этого веломобиля.
Поскольку «Фантом» никогда не производился серийно, подлинное количество построенных веломобилей неизвестно. Несколько веломобилей сохранились в частных коллекциях и музеях. Веломобили, как отмечалось, были как одно-, так и двухместные, но подавляющее число «Фантомов» были одноместные. К несчастью для желающих построить свой веломобиль, «чертежи» на самом деле представляли собой эскизы, дающие лишь общую концепцию веломобиля, а не конкретные инструкции по его изготовлению.
Успех «Фантома» вызвал появление других веломобилей в Швеции. В 1943 г. был изобретён «Pedobilen». Конструкция «Педобилена» в целом напоминала веломобиль Йоханссона: трёхколёсная компоновка, закрытый кузов, но, в отличие от «Фантома», его конструкция была выполнена наподобие каноэ. Пространственный деревянный каркас обтягивался непромокаемой тканью. Такая технология позволила сделать недорогой и прочный веломобиль весом всего 29 кг. Некоторые «Педобилены» сохранились до наших дней.
В 1945 г., незадолго до завершения Второй мировой войны, в Швеции был сконструирован «CB-101 Pilot», принципиально новая конструкция веломобиля. Это был проект двухместного веломобиля с улучшенной обтекаемостью и комфортабельностью. Веломобиль планировали оборудовать полностью закрытым кузовом аэродинамической формы и подвеской всех колёс. В движение веломобиль должен был приводиться, раздельным для водителя и пассажира, линейным приводом. Управление напоминало штурвал лёгкого самолёта.
 Финские веломобили 
Веломобили появились в Финляндии вскоре после окончания Второй мировой войны. В послевоенной стране ощущался острый дефицит топлива и автомобилей.
Первые финские кузовные веломобили (Kinneri) были построены братьями Сарьякиви в 1946 г. Трёхколёсный двухместный веломобиль был разработан и построен для повседневного использования. Позже братья приняли участие на этом веломобиле в Первом скандинавском чемпионате веломобилей в Хельсинки в 1949 г. В соревнованиях принимали участие веломобильные гонщики из Швеции, Финляндии, Дании и Норвегии.
В 1949 г. Рейно Карпион и его друг Матти Наранен сконструировали веломобиль-амфибию «Amphibike» и совершили на нём рекордный заплыв в Балтийском море по маршруту Хельсинки-Стокгольм. Принц Густав Бертиль лично встретил отважных спортсменов в Стокгольме. Плавающий веломобиль развивал до 45 км/ч по земле и 5 км/ч на плаву. Двухместный веломобиль-амфибия весил 65 кг.
Для удовлетворения потребительского спроса частными фирмами был налажен серийный выпуск веломобилей «Ajatar» и «Liperin» в конце 1940-х гг. В последнее время можно встретить реплики и отреставрированные модели этих кузовных веломобилей.

### Возрождение интереса во время Нефтяного кризиса 1970-х
Нефтяной кризис 1973 года спровоцировал резкий скачок цен на топливо и привёл к его дефициту в США. Резкое повышение цен на бензин заставило правительство и общество США рассмотреть альтернативные способы выхода из сложившейся ситуации. На рынке возникла потребность в транспортном средстве для коротких поездок по городу, которое не потребляло бы бензин и было удобнее, чем велосипед.

#### «Pedicar» Роберта Бундшуха
Pedicar («Педикар») — практичный веломобиль для коротких городских поездок, разработанный американским авиационным инженером Робертом Бундшухом в 1971 году. Предсерийный прототип веломобиля появился в октябре 1972 году и получил широкое освещение в прессе и на телевидении. Видео о веломобиле.
В 1972 году изобретателем была основана компания Environmental Tran-Sport и построено три предсерийных «Педикара» для зондирования рынка и рекламных акций. Все три экземпляра были выкрашены в броский жёлтый цвет, делая веломобиль хорошо заметным на дороге. Веломобиль весом 57 кг имел колёсную базу равную 1500 мм, ширину 1000 мм и высоту 1400 мм. Стеклопастиковый кузов веломобиля не был несущим. Основой его конструкции была алюминиевая рама. «Педикар» имел двухдверный закрытый кузов. Большая площадь остекления и высокая посадка обеспечивали хороший обзор из кабины. За сиденьем водителя имелся небольшой багажник. Доступ к багажнику осуществлялся через дверцу багажника и из салона веломобиля. Педальный автомобиль приводился в движение с помощью привода на основе качающихся рычагов-педалей.
Современники позитивно оценили внешний вид педального автомобиля. Веломобиль оснащался пятискоростной КПП с задним ходом, разработанной Р. Бундшухом. «Педикар» был хорошо укомплектован. Список оснащения включал переднюю фару, световозвращатели, указатели поворота, стеклоподъёмник, стеклоочиститель, магнитолу, люк в крыше и зеркало заднего вида.
Благодаря обтекаемому кузову «Педикар» имел на 30 % меньшее сопротивление воздуха, чем велосипед. Испытания подтвердили, что энергии, затрачиваемой человеком при ходьбе, достаточно, чтобы ехать на веломобиле со скоростью 15—25 км/ч. Максимальная скорость составляла около 40 км/ч. Тормоза веломобиля были дисковыми.
«Педикар» получил наибольшую известность во время Нефтяного кризиса 1973 года. Веломобиль лично тестировали Пол Дадли Уайт, известный американский кардиолог и личный врач президента Эйзенхауэра, Алан Кренстон, выдающийся журналист и сенатор, и многие другие знаменитости. Р. Бундшух планировал продавать по 15 000 веломобилей в первые годы выпуска, доведя со временем производство «Педикаров» до 50 000 штук в год. Розничная цена веломобиля должна была составить 550 дол. Это были наполеоновские планы, которым не суждено было сбыться. После шквала статей про веломобиль в 1972—74 гг., «Педикар» и его создатель неожиданно исчезают из поля зрения общественности. По неизвестным причинам проект полностью сворачивается. Точное количество выпущенных Педикаров неизвестно.

#### «PPV» Стерлинга Хайтса

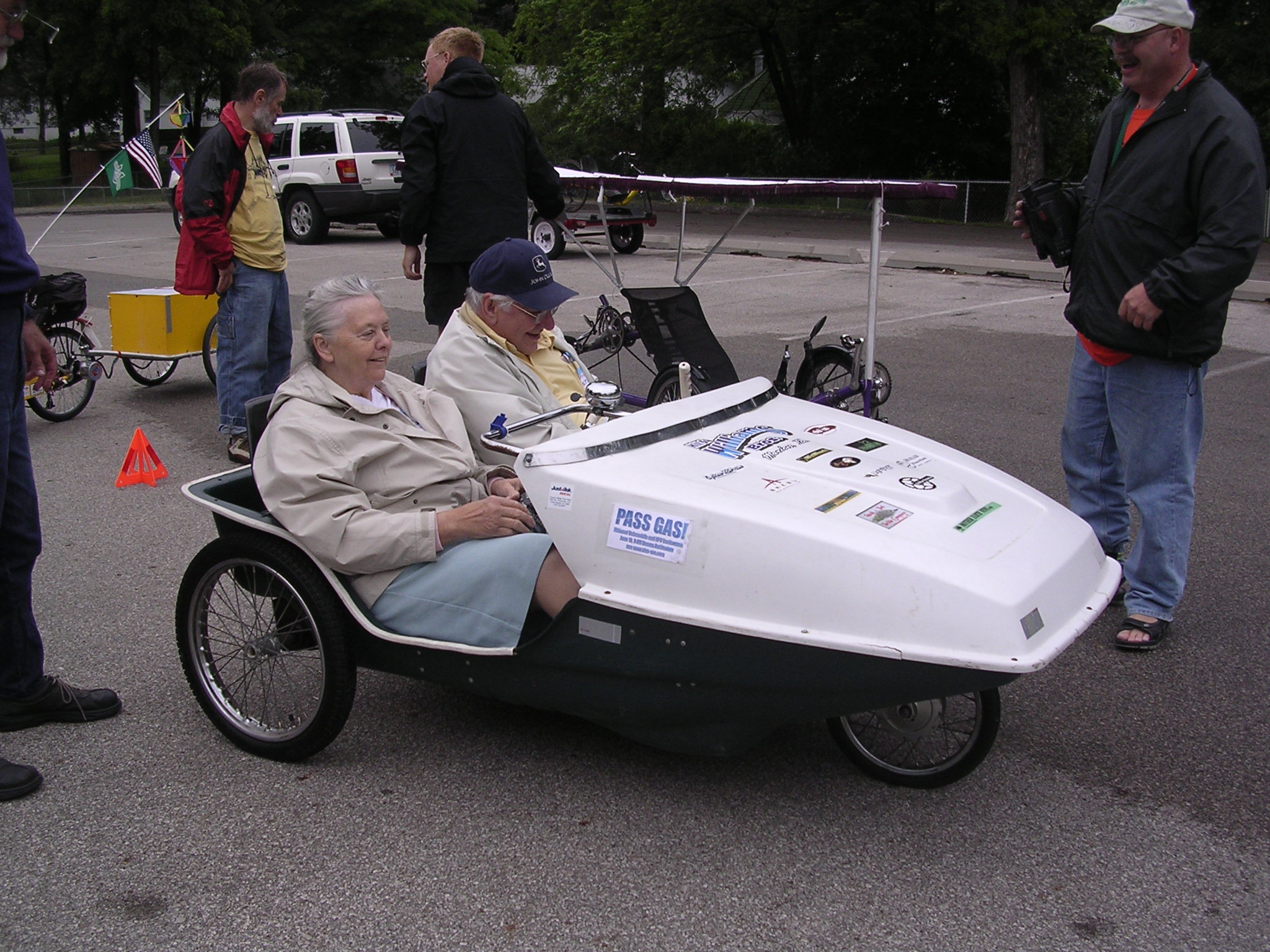
«PPV» Стерлинга Хайтса

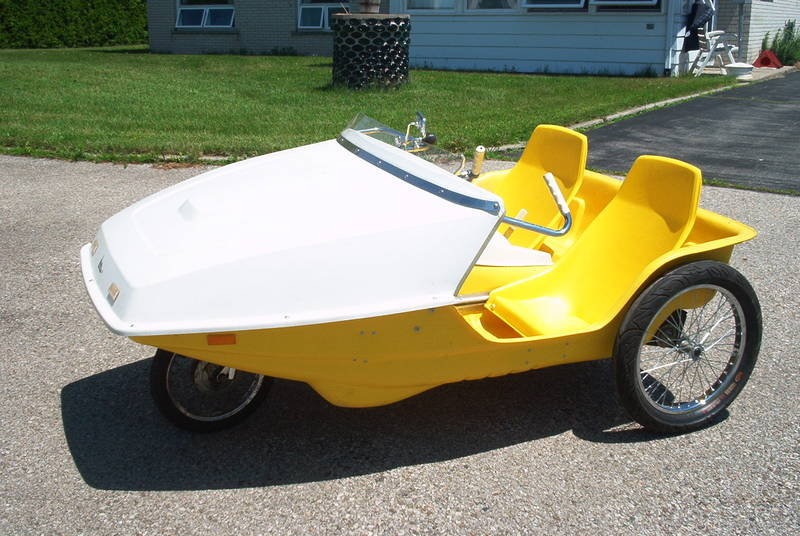
Отреставрированный «PPV»

«PPV» (People Powered Vevicle) — двухместный веломобиль конструкции Стерлинга Хайтса, разработанный во время Нефтяного кризиса 1973 года. Несущий стеклопластиковый кузов имел стремительный, спортивный дизайн. Веломобиль оснащался оригинальной трёхскоростной КПП и мог разгоняться до 40 км/ч. «PPV» производился серийно американской компанией EVI. Было произведено около 5000 таких веломобилей по цене 380 дол.
К достоинствам веломобиля относились двухместная компоновка, удобные сиденья и удачный дизайн. В качестве опции предлагались выбор цвета кузова, съёмная матерчатая крыша, фары, ремни безопасности и звуковой сигнал.
Технические характеристики «PPV»:
- Длина: 1900 мм
- Ширина: 1165 мм
- Высота: 980 мм (без съёмной крыши)
- Клиренс: 125 мм
- Масса: 61 кг

В данное время в США существует неформальный клуб владельцев и любителей веломобиля «PPV». Несмотря на то, что веломобиль появился около сорока лет назад и был выпущен в относительно небольшом количестве, на вторичном рынке по-прежнему можно встретить объявления о его продаже.
Американская компания Surrey, производитель разнообразной велотехники, выкупила права на производство «PPV», модернизировала его и предлагает веломобиль под названием «Impello» по цене 2395 дол.

«Impello» оснащается велосипедным семискоростным планетарным переключателем скоростей, дифференциалом в заднем мосту, эргономичными сиденьями, дисковыми тормозами, усиленными алюминиевыми ободами и двумя держателями для напитков.

### Веломобили в СССР
Первые кузовные веломобили в СССР были построены в 1930-х гг. В 1931 году в Москве прошёл Первый всесоюзный сбор молодых участников Добровольного общества содействию развития автомобильного транспорта, тракторного и дорожного дела. Основной целью проведения этого мероприятия была популяризация технического творчества. В этот период среди пионеров были популярны самодельные педальные автомобили. Регулярно проводились семинары на тему, как построить такой автомобиль. В московском центральном парке культуры и отдыха им. Горького проводились соревнования педальных машин. После начала Великой Отечественной войны и до 1970-х веломобили (за исключением детских педальных автомобилей) в СССР не строились.
Возрождение интереса к веломобилям в СССР часто связывают с американским веломобилем «Педикар» (Pedicar) авиационного инженера Роберта Бундшуха, разработанного в 1971 году, который получил широкую известность в США во время Нефтяного кризиса 1973 года. В СССР, пристально следившем за последним словом техники в стране потенциального противника, «Педикар» неожиданно получил известность, даже большую, чем у себя на родине. Концепция «Педикара», как транспортного средства для коротких городских поездок, привлекла как опытных инженеров, так и энтузиастов, особенно с связи с дефицитом личного транспорта у советских граждан. Советские конструкторы предполагали, что такие веломобили будут храниться в квартирах, поэтому их конструкции часто были складными и максимально облегчёнными.

#### Утилитарные веломобили с линейным приводом
Первым советским веломобилем с линейным приводом на основе качающихся рычагов-педалей стала «Вита», построенная Ю. К. Стебченко, преподавателем Харьковского политехнического института в 1975 году. 
Спустя пару месяцев В. Ульяновский, главный конструктор Московского завода холодильников, создал и построил складной двухместный веломобиль «Колибри-35» в 1976 г. Двухместный «Колибри-35» весил всего 35 кг. Веломобиль получил серебряную медаль ВДНХ СССР и был рекомендован Минавтопромом СССР к серийному выпуску в 1980-х гг., однако неповоротливость и загруженность советских предприятий не позволило этого сделать.
Во время эксплуатации веломобилей с линейным приводом было выявлено ряд недостатков такого привода. Больше всего нареканий было вызвано низким КПД привода, который, по мнению испытателей, был вызван невозможностью эффективно использовать обратное движение ног водителя. Привод на основе качающихся рычагов-педалей имел ряд преимуществ, однако изобретатели не смогли устранить существенные недостатки, что повлекло спад интереса к такому типу привода в конце 1980-х гг.
 Московский Клуб энтузиастов биотранспорта  был основан 14 мая 1986 г. Ульяновским Вениамином Вениаминовичем, главным конструктором Московского завода холодильников. С 1986 по 1993 г. клуб проводил московские фестивали альтернативной велотехники «Золотое Кольцо». В мероприятиях участвовали любители веломобилей со всего СССР. Фестиваль традиционно завершался пробегом веломобилей по Золотому кольцу России. В конце 1980-х гг. КЭБ был одним из крупнейших клубов веломобилистов в мире. Клуб продолжает свою деятельность и сейчас. 14 мая 2011 г. КЭБу исполнилось четверть века.
«Шмель» Е. Пинигина
Евгений Борисович Пинигин стал лауреатом Всесоюзного конкурса экологического транспорта в г. Николаеве за кузовной веломобиль «Шмель» в 1989 г. Веломобиль занял первое место по конструкции. «Шмель» имеет ряд технических решений, которые отличают его от аналогов: подвеска всех колёс на демпфирующей резиновой ленте, передние мембранные пневматические тормоза своей конструкции, подключаемый ручной привод, а также возможность фиксации передней подвески в положении крена для прохождения крутых поворотов.
Веломобили команды профессора В. Довиденаса
В. И. Довиденас, профессор Вильнюсского инженерно-строительного института, вместе с студентами и коллегами сконструировал и построил, начиная с 1975 г., двенадцать веломобилей разных типов. В состав команды веломобильных энтузиастов входили Б. Варно, канд. тех. наук А. Рамонис, В. Рузгис, И. Пилипонис, А. Ремейка и коллектив Пренайского завода экспериментальной авиации. Лучшим веломобилем команды стал «Вильнюс-82».
Спортивный веломобиль «МАДИ-ВС1»
В 1982—84 годах под руководством профессора А. Нарбута группа студентов МАДИ спроектировала и построила несколько моделей веломобилей. Лучшим веломобилем команды стал «МАДИ-ВС1», построенный в мае 1983 г. Спортивный одноместный веломобиль был построен студентами Н. Беловым, Н. Дубининым, Ю. Медовщиковым, А. Ортега-Хилем и О. Хохловой.
Веломобили с передним ведущим и управляемым колесом«Велотрон» В. Мазурчака и «Муравей» Н. Ватина
Владимир Мазурчак, инженер с г. Полтава, начал разработку простого, компактного и надёжного веломобиля для повседневного использования в 1980 году. Конструктору потребовалось несколько лет, чтобы оптимизировать конструкцию. В результате получился надёжный, технологичный и эффективный трёхколёсный веломобиль «Велотрон». Переднее колесо веломобиля является одновременно ведущим и управляемым. Переднеприводной веломобиль получил приз на одном из веломобильных фестивалей в литовском городе Шяуляе. Переднеприводная схема позволила сделать привод компактным и эффективным.
Веломобиль получил признание среди сторонников биотранспорта. Веломобильными энтузиастами было построено много вариаций на тему этого веломобиля.
В 1988 году Никита Ватин из г. Клайпеда построил «Муравей», один из лучших советских грузовых веломобилей. Прототипом «Муравья» был «Велотрон» В. Мазурчака. «Муравей» был задуман как транспортное средство для перевозки сварочного аппарата и другого оборудования весом до 100 кг. Объём грузовой платформы составил 0,2 м³. Переднеприводной веломобиль-трансформер мог легко преобразовываться в лежачий велосипед и садовую тачку. Для осуществления такой трансформации нужно было менее минуты.
Веломобили А. Галкина и А. Кудрявцева
Ленинградцы Александр Галкин и Андрей Кудрявцев создали ряд технически совершенных и оригинальных веломобилей в конце 1980-х годов. Творческий тандем вошёл в историю советского и российского веломобилестроения, как создатель высококлассных веломобилей «Круиз», «Кроха», «Скумбрия», «Дельфин», «Дельфин-2» и «Дельфин-3».
Утилитарные веломобили А. Егорова
Александр Яковлевич Егоров, инженер-конструктор с г. Коломна, — автор многих веломобилей, разработанных и построенных в конце 1980-х гг. Изобретатель создавал веломобили для выполнения практичных задач: отвезти детей в детский сад или школу, ежедневные поездки на работу и в магазин. Наиболее совершенными веломобилями конструктора были «Парус» и «Тролль». В 2008 году Сергеем Александровым и Алексеем Галкиным был воспроизведён веломобиль «Парус» с последующей модернизацией. Была усовершенствована система управления, добавлены лобовое стекло, крыша и багажник вместимостью 30 л.
Педальный автомобиль «Надежда» В. Краснова
«Надежда» — комфортабельный четырёхколёсный педальный автомобиль, построенный В. Красновым из г. Коломна в феврале 1990 г. Несущий закрытый кузов веломобиля сделан по технологии судномоделирования: части фанерного кузова соединяются проволочными скрутками с последующей оклейкой швов полосками стеклоткани. Благодаря этой оригинальной для веломобиля технологии «Надежда» весила всего 34 кг и разгонялась до 45 км/ч.
Веломобили-стримлайнеры «Московские рыбки»
Велоконструктор Борис Заколдаев создал несколько веломобилей-стримлайнеров, оснащённых обтекаемым кузовом, похожим на рыбу. В частности, гоночный стримлайнер «Золотая рыбка», представленный на Московском фестивале — смотре веломобилей в августе 1988 года. Более новая модель Б. Заколдаева, получившая название «ЗАК», стала единственным российским стримлайнером, участвовавшим в веломобильных соревнованиях за океаном. Александр Нилов — чемпион СССР по велоспорту среди юниоров — установил рекорд на велотреке в Крылатском в одиночной гонке, проехав 60 км за 1 час. Стримлайнер «ЗАК» был награждён медалью ВДНХ в 1988 году, получил призы выставок в Швейцарии, США и Голландии. Было изготовлено несколько различных экземпляров.
Гоночная команда веломобилистов «Скорпион»/«Беркут»
Команда гоночных веломобилистов «Скорпион» была основана авиационными инженерами Александром Ждановичем, Вадимом Мазаевым и Владимиром Штракиным. Командой был разработан гоночный веломобиль «Скорпион-2М», который занял второе место в спринте с ходу на 200 метров в международных гонках веломобилей в Польше в 1989 году.
В 1990 году А. Жданович вышел из команды, оставив за собой бренд «Скорпион». В том же году В. Мазаев и В. Штракин основали новую команду «Беркут». Конструкторами была разработана серия высококлассных гоночных веломобилей «Беркут», «Беркут-2», «Berkut-Polinter», «В-200». Команда принимала участие в веломобильных гонках в Польше, Швейцарии и Нидерландах. Также командой были сконструированы и запущены в производство трайки «Беркут-301/311» с передним приводом и передними управляемыми колёсами. Эти трайки успешно продавались в период с 1992 по 2003 гг. по всему миру.
Гоночные веломобили В. Смирнова
Владимир Смирнов на «Вектор-Скиф», веломобиле своей конструкции, разогнался до 75 км/ч, установив всесоюзный рекорд скорости на веломобиле в спринте 200 м с ходу. Рекорд был установлен на всесоюзном фестивале экологических видов транспорта 1990 г. в городе Полтава. Рекорд, установленный В. Смирновым, остаётся непобитым до сих пор (для стран СНГ).

#### Чемпионаты и фестивали веломобилей
- Ежегодный велофестиваль в г. Шяуляй (1983—1989 гг.)[86]
- Веломобильные фестивали «Золотое кольцо» [87]
- Всесоюзный фестиваль экологических видов транспорта — 1988, г. Новгород[88].
- Всесоюзный фестиваль экологических видов транспорта — 1989, г. Николаев.
- Первый веломобильный чемпионат СССР — 1990, г. Минск.
- Всесоюзный фестиваль экологических видов транспорта — 1990 г, г. Полтава[89].
- Второй веломобильный чемпионат СССР — 1991, г. Запорожье[90][91].

### Современность
Современные веломобили производятся как многочисленными энтузиастами из подручных материалов, так и серийно коммерческими фирмами. Такие веломобили, как правило, имеют трёхколёсную компоновку («головастик» или «дельта») и рамную конструкцию. В качестве материала рамы чаще всего используется сталь, алюминий или карбон. Кузов обтекаемой формы изготавливают из стеклопластика, карбона, кевлара или авиационной фанеры. Согласно исследованиям, 80 % энергии на скорости 30 км/ч велосипедист тратит на преодоление воздушного сопротивления. Чем больше скорость, тем больше величина воздушного сопротивления, которое растёт в геометрической прогрессии. Обтекатель веломобиля способствует снижению сопротивления воздуха, что помогает развивать, в зависимости от условий движения, на 10—60 % большую скорость, чем на велосипеде.

#### Серийные веломобили

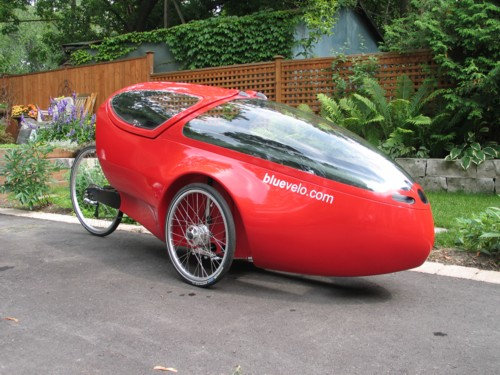
Веломобиль «Go-One»

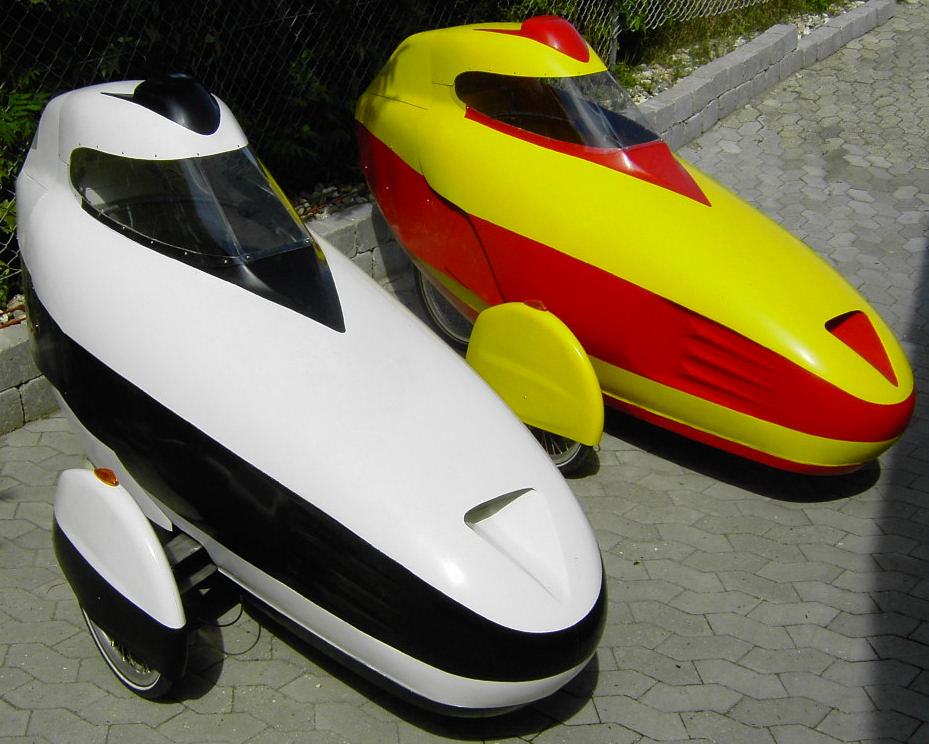
Веломобиль «Leitra»

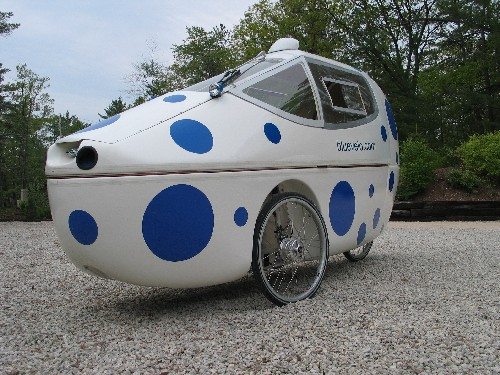
Веломобиль «Cab-Bike»

| Производитель           | Модель веломобиля                       | Страна-производитель      |
| ----------------------- | --------------------------------------- | ------------------------- |
| Aerorider               | Aerorider                               | Нидерланды                |
| Alleweder               | Alleweder                               | Нидерланды/ США/ Германия |
| Berkut                  | Berkut B-317                            | Россия                    |
| Beyss                   | Go-one                                  | Германия                  |
| BikeRevolution          | Thunderstorm/Interceptor/Leitra Avancee | Австрия                   |
| Birkenstock             | Butterfly                               | Швейцария                 |
| Fietser                 | WAW                                     | Бельгия                   |
| Flevobike               | Orca                                    | Нидерланды                |
| Fortschritt Fahrzeugbau | Velayo                                  | Германия                  |
| Go-Mango                | Mango                                   | Нидерланды                |
| Leiba                   | Leiba                                   | Германия                  |
| Leitra                  | Leitra                                  | Дания                     |
| Lightfoot Cycles        | VeloBug                                 | США                       |
| Milan                   | Milan Mk2/Milan SL                      | Германия                  |
| Nimbus Kayaks           | Aurora                                  | Канада                    |
| Ocean Cycle             | Challenger                              | Великобритания            |
| PannonRider             | PannonRider-2                           | Венгрия                   |
| RBR                     | Aergo                                   | США                       |
| RJK                     | Ecological Car                          | Испания                   |
| Sinclair Vehicles       | Sinclair C5                             | Великобритания            |
| Surrey                  | Impello                                 | США                       |
| Tri-Sled                | Sorcerer/Avatar SuperVelo/Rotovelo      | Австралия                 |
| Velomobiel              | Quest                                   | Нидерланды                |
| Windcheetah             | Windcheetah                             | Великобритания            |

#### Самодельные веломобили
После 1991 г. веломобильные энтузиасты СНГ продолжают строить самодельные веломобили разных типов. Наибольшее количество самодельных веломобилей с кузовом было создано веломобилистами из России и с Украины.
«Дракон-2» А. Ганшина
«Дракон-2» — универсальный трёхколёсный веломобиль, построенный украинским веломобилистом Алексеем Ганшиным в 2010 г. Одноместный веломобиль имеет рамную конструкцию со съёмным кузовом обтекаемой формы. Веломобиль был сделан для повседневных поездок в любую погоду и по дорогам всех типов.
Технические характеристики:
- Количество мест: одно
- Длина: 2900 мм
- Ширина: 740 мм
- Высота: 900 мм
- Колея: 630 мм
- Высота сиденья в нижней точке: 320 мм
- Компоновка: дельта трайк (переднее колесо управляемое, задние — ведущие)
- Кузов: стеклопластиковый, обтекаемой формы
- Рама: хребтовая, стальная (сделанная из круглой трубы 48*1,2 мм)
- Тип трансмиссии и наличие передач: цепная, 21 передача
- Переднее колесо: велосипедное, диаметром 20"
- Задние колёса: велосипедные, диаметром 28"
- Масса: 40 кг (шасси весит 31 кг, обтекатель — 9 кг)
- Максимальная скорость: 50 км/ч

Гоночный веломобиль «Дельфинчик» С. Дашевского
Сергей Дашевский (1955 года рождения), российский спортсмен-любитель и веломобилист, начиная с конца 1980-х гг. строит гоночные веломобили для многочасовых веломарафонов. Самым быстрым его веломобилем стал стримлайнер «Дельфинчик», на котором российский спортсмен успешно выступает на соревнованиях в Европе. Основой веломобиля-стримлайнера является самодельный лигерад типа М5 с клёпанной алюминиевой рамой. Обтекатель веломобиля выполнен из стеклопластика на ранних версиях и карбона — на поздних. Гонщик расположен почти горизонтально и обтекатель не имеет выступающего колпака кабины, что обеспечивает лучшую обтекаемость на скорости, но негативно сказывается на обзорности. В 1999 году Дашевский установил рекорд России, развив на своём веломобиле 76,1 км/ч в спринте на 200 метров с ходу на чемпионате мира в Швейцарии.
Шестнадцать раз подряд (1996—2011 гг.) Сергей Дашевский принимал участие в ежегодной суточной велогонке «Schötz 24-Hour» (Швейцария). Каждый год он становился либо победителем (7 раз), либо призёром. Дашевский также установил абсолютный рекорд количества выходов на старт этих популярных соревнований. 6 августа 2011 года Сергей Дашевский на гоночном веломобиле «Дельфинчик» победил в суточной гонке, проехав 633 км со средней скоростью 26,35 км/ч. Ближайший соперник отстал на 120 км.
Веломобили В. Халабурды

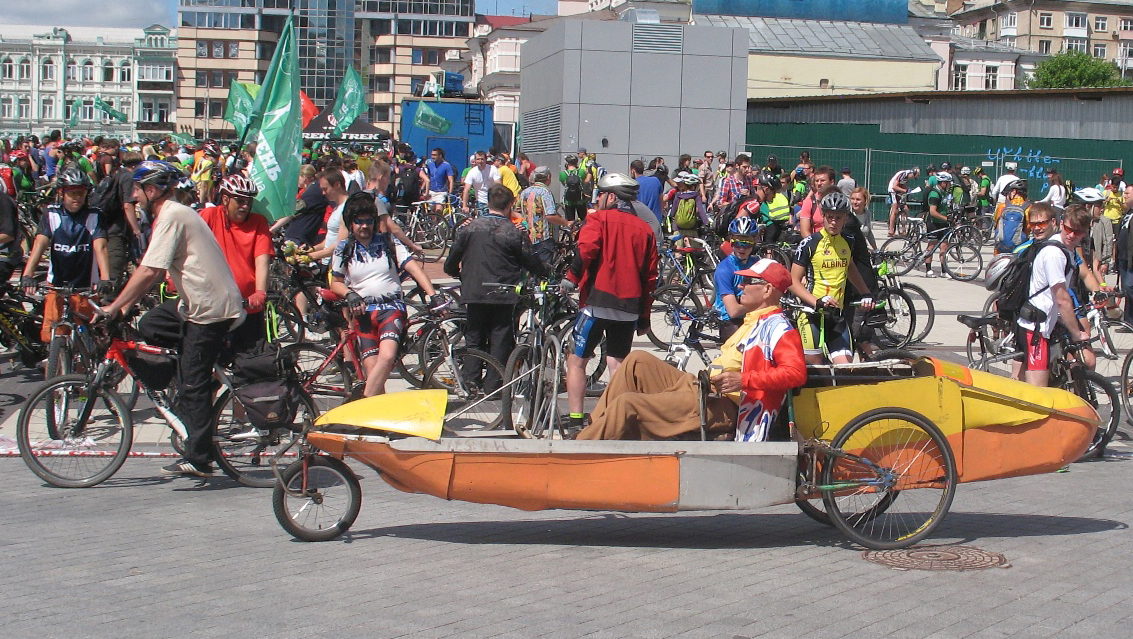
«Жёлтый» веломобиль Владимира Халабурды, 2013 год.

Владимир Халабурда — киевский художник-портретист и создатель более пятидесяти веломобилей. Свой первый веломобиль изобретатель собрал в 1977 году.
Будучи инвалидом с детства, В. Халабурда пытался разработать повреждённую в младенчестве ногу с помощью езды на велосипеде. Однако велосипед был неудобным и встречный ветер надувал повреждённую ногу, вызывая в ней боль. Для реабилитации и поддержания хорошей спортивной формы изобретатель начинает строить веломобили. Отличительные особенности его веломобилей — корпус из авиационных материалов (авиационный топливный бак, парашютная ткань, плексиглас) и комбинированный (ножной и ручной) привод.
В. Халабурда более 30 лет использует свои веломобили как повседневный транспорт. «Жёлтый», последний веломобиль конструктора, является самым совершенным творением Халабурды.
| ТТХ «Жёлтого» веломобиля: | |
| ------------------------- | --- |
| Длина:                    | около 5 м. Веломобиль имеет удлинённую переднюю часть кузова для использования в автономных велопоходах (предусмотрено спальное место внутри кузова). |
| Кузов:                    | несущий, дюралюминиевый на основе авиационного топливного бака (передняя часть) и коляски от мотоцикла (задняя часть).                                |
| Привод:                   | комбинированный (ножной — педальный; ручной — линейный, тросовый)                                                                                     |
| Количество колёс:         | 3 |
| Ведущие колёса:           | задние |
| Управляемые колёса        | переднее, управление осуществляется рукояткой на левом рычаге привода                                                                                 |
| Подвеска всех колёс       | есть |
| Багажник:                 | в передней и задней частях кузова |
| Масса:                    | 60 кг |
| Максимальная скорость:    | 40 км/ч |

Велоковчег «Пингвин-МС» Л. Микулы
«Пингвин-МС» — двухместный многофункциональный веломобиль-амфибия, построенный украинским изобретателем, путешественником и конструктором Леонидом Митрофановичем Микулой (1942 года рождения) в 2005 г. для экспедиции на Южный полюс.
Первоначально напарником в путешествии должен был стать тбилиссец Джумбер Лежава, почётный Гражданин мира и грузинский путешественник-экстремал, чьё имя 11 раз занесено в Книгу рекордов Гиннесса.
Для решения поставленной задачи донецкий изобретатель сконструировал оригинальный плавающий веломобиль. Педальное транспортное средство совмещает в себе функции веломобиля, лодки, саней, а также выполняет функцию жилища команды во время похода. Изготовление модели в масштабе 1:10 заняло 6 месяцев. Изобретателю потребовалось 9 месяцев, чтобы построить полноразмерный велоковчег. Веломобиль был сделан в 2005 г. на судостроительном предприятии «Бельтинг» в г. Киеве.
Получилось универсальное, многофункциональное транспортное средство, приводимое в движение мускульной силой человека на суше и ветром с помощью паруса на воде. Веломобиль оснащён независимым педальным приводом. Для передвижения в условиях Южного Полюса велоковчег оборудован титановыми полозьями, лыжами, лопастями-насадками на колёса и несколькими видами парусов, закреплённых на воздуховоде-антенне-мачте. Обтекаемый кузов веломобиля выполнен из стеклопластика. Кузов обладает высокой парусностью, что, в зависимости от ситуации, может быть как недостатком, так и преимуществом.
| ТТХ велоковчега «Пингвин-МС»:                              | |
| ---------------------------------------------------------- | --- |
| Длина:                                                     | 2,1 м |
| Ширина:                                                    | 1,3 м |
| Высота:                                                    | 1,45 м (3,5 м с мачтой паруса) |
| Количество мест:                                           | 2 |
| Компоновка:                                                | передние колёса ведущие, задние — управляемые |
| Сухая масса:                                               | 100 кг |
| Привод:                                                    | цепной, педальный |
| Количество передач:                                        | три (1:0,7; 1:1 и 1:1,5) |
| Материал корпуса:                                          | стеклопластик с теплоизоляцией |
| Расчётная минимальная температура эксплуатации веломобиля: | −55 °C |
| Площадь паруса:                                            | 2,4 м² |
| Площадь морозостойкого паруса:                             | 1,2 м² |
| Площадь спинакера:                                         | 4,2 м² |
| Количество колёс:                                          | 4 (для передвижения по снегу предусмотрена возможность установки спаренных колёс); для езды по льду вместо задних колёс могут устанавливаться лыжи. |
| Колёса:                                                    | велосипедные, диаметром 20" |
| Подвеска колёс:                                            | отсутствует |
| Кресла:                                                    | автомобильного типа, раскладные (трансформируются в кровать)                                                                                        |
| Расчётная средняя скорость:                                | 12 км/ч по суше и 9 км/ч на плаву |

Вентиляция салона обеспечивается притоком воздуха из антенны-мачты. Посадка/высадка осуществляется через люк в крыше. Герметичный кузов состоит из двух частей, разъединяющихся лишь в случае крайней необходимости. Двухслойный стеклопластиковый кузов имеет толщину 15 мм. Пространство между слоями стеклопластика заполнено утеплением, которое придаёт дополнительную жёсткость кузову. Корпус велоковчега покрыт теплоизоляционной краской «Thermo-Shield», которая удерживает до 8—45 % тепла в зависимости от способа нанесения и герметичности поверхности. Благодаря хорошей теплоизоляции достаточно горящей свечи, чтоб поддерживать плюсовую температуру внутри веломобиля в условиях полярного «лета».
Велоковчег был представлен украинской общественности 4 ноября 2005 г. в г. Донецк. «Пингвин-МС» позже был показан на автомобильной выставке «SIA-2006», проходившей в Киеве 23—28 мая 2006 г. Велоковчег привлёк к себе внимание и был назван одним из самых интересных экспонатов выставки. Веломобиль также вошёл в экспозицию, посвящённую дню города Киева 28 мая 2006 г.
Велоковчег прошёл два этапа испытаний: зимнее и летнее. Зимой 2007 г. Л. Микула проехал на веломобиле 800 км из Киева в Донецк.
 Летом 2008 г. украинский путешественник провёл летние испытания велоковчега по маршруту Киев-Астана. Общий пробег велоковчега после испытаний превысил 5000 км.
Путешественник планирует за тридцать дней антарктического лета преодолеть 1600 км от британской полярной станции Халли на северо-западном побережье Антарктиды до Южного полюса. Запланированная стоимость экспедиции на велоковчеге составила 75 тыс. дол. Основная часть расходов приходится на транспортировку веломобиля из Донецка в Аргентину, а оттуда на побережье Антарктиды. В связи с финансовыми трудностями сроки путешествия постоянно переносились. В феврале 2011 г. проведены очередные испытания «Пингвина-МС» в поле под Донецком. Старт экспедиции намечен на октябрь 2011 г.
Л. Микула и его велоковчег «Пингвин-МС» были показаны на телеканале «Донбасс» 12 января 2011 г. Интервью с изобретателем (7:30—19:30 мин.)

## Веломобильные соревнования

### Международная ассоциация мускулоходов

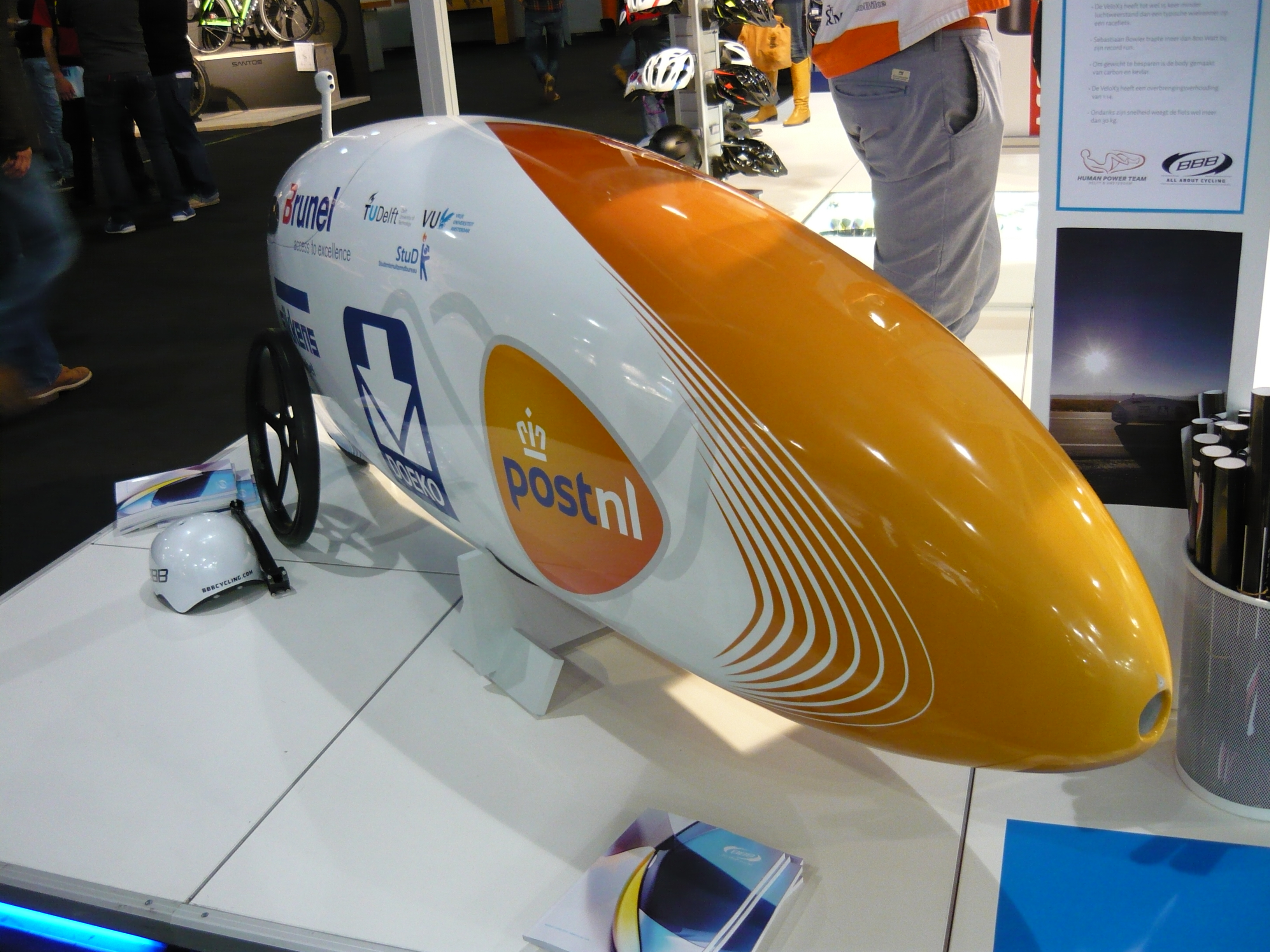
VeloX3, лежачий велосипед с аэродинамическим обтекателем, на котором голландский велогонщик Себастьян Боуйер развил 133,78 км/ч в спринте на 200 метров с хода.

Нефтяной кризис 1973 года заставил обратить внимание общественности на проблемы энергоэффективности и экологии. Университеты США стали организовывать соревнования мускулоходов с целью выяснения потенциальных возможностей такого вида техники. Массовость участников этого движения и серия неофициальных рекордов повлекли за собой образование Международной Ассоциации Мускулоходов («International Human Powered Vehicle Association» или сокращённо IHPVA). Организация была создана в США 28 марта 1976 г. IHPVA была основана американскими профессорами Дэвидом Гордоном Уилсоном, Честером Кайлом и Алланом Абботтом.
Целью организации является официальная регистрация рекордов скорости транспортных средств, приводимых в движение мускульной силой человека, пропаганда биотранспорта и организация соревнований гоночных мускулоходов. Рекорды IHPVA признаются Книгой рекордов Гиннесса.
Вначале IHPVA занималась организацией гонок веломобилей, позже к этому добавились мускулолёты, педальные байдарки и миниподводные лодки, приводимые в движение лишь мускульной силой человека. С 1977 г. организация издаёт технический журнал «Human Power». Долгое время главным редактором журнала был Дэвид Гордон Уилсон, один из основателей IHPVA. На сайте ассоциации доступен электронный архив журнала «Human Power» с 1977 по 2004 гг.
В данное время IHPVA сконцентрировалась на проведении следующих видов соревнований веломобилей: спринт с хода на 200 метров, часовой и суточный рекорды.
Гонки веломобилей под эгидой IHPVA проводятся на трассе № 305, недалеко от американского городка Бэттл Маунтин (Battle Mountain), в штате Невада. Место проведения соревнований находится на высоте 1407 метров над уровнем моря. Заезды обычно проводятся в конце сентября, или в начале октября. В соревнованиях ежегодно принимает участие 10—20 хорошо подготовленных команд. Максимальная скорость замеряется на последних 200 метрах восьми километрового участка для разгона. Типичная скорость гонщиков во время спринта составляет более 100 км/ч.
Долгое время рекорд в спринте с хода на 200 метров принадлежал канадскому гонщику Сэму Уиттингхэму на стримлайнере «Варна Диабло-3». 18 сентября 2008 года гонщик на капотированном лежачем велосипеде конструкции Георгия Георгиева развил 132,5 км/ч в спринте на 200 метров с хода.
15 сентября 2013 года голландская команда из Делфтского технического университета и Амстердамского свободного университета установила новый рекорд скорости езды на VeloX3, лежачем велосипеде с аэродинамическим обтекателем. Себастьяну Боуйеру удалось его разогнать до 133,78 км/ч.
19 июля 2009 г. Сэм Уиттингхэм на веломобиле-стримлайнере «Варна Темпест» обновил мировой рекорд в часовом марафоне, проехав 90,064 км за один час. Конструктор рекордного веломобиля — Георгий Георгиев. Второго августа 2011 г. швейцарский веломобилист Франсиско Руссо установил новый мировой рекорд в часовой гонке, проехав 91,595 км за один час на веломобиле-стримлайнере «Eiviestretto».
Текущий суточный рекорд в гонках на веломобиле принадлежит канадцу Грегу Колодейчику (Greg Kolodziejzyk). 17 июля 2006 г. спортсмен проехал на «Критической мощности», веломобиле своей конструкции, 1041,25 км за 24 часа на треке «Redwood Acres Motor Speedway» в г. Эврика, штат Калифорния.
Международные соревнования веломобилей в Польше
Международные соревнования веломобилей в Польше под эгидой Международной ассоциации мускулоходов состоялись 2—3 июля 1989 г. в г. Серадз. Всего в соревнованиях приняло участие 54 веломобилиста с Польши, СССР, ФРН, ГДР, Великобритании, Чехословакии и Нидерландов. В веломобильном фестивале участвовали представители всех возрастных категорий: от 9 до 59 лет. СССР был представлен наибольшей командой участников — 28 человек. Советские веломобильные энтузиасты выступали на самодельных веломобилях «Круиз», «Рига-1», «Велотрон», «Фараон», «Скорпион-2M» «Дельфин» и других.
Система оценивания веломобилей была основана на правилах IHPVA. Такая система позволила оценить техническое совершенство веломобилей с разных точек зрения. Соревнования состояли из спринта с хода на 200 метров, часовой гонки, гонки на 30 км и слалома. Результаты гоночных заездов измерялись профессиональной аппаратурой, соответствующей стандартам УСИ.
Самым зрелищным спортивным соревнованием стал спринт на 200 метров с хода. Первое место занял Герхард Шеллер, профессиональный велогонщик из ФРН, на веломобиле «Вектор-007». Немецкий спортсмен показал наилучшее время этих соревнований — 9,25 сек. Это соответствует максимальной скорости 82 км/ч. Советский «Скорпион-2M» завоевал второе место в этой категории с результатом 12,14 сек. Третье место занял польский спортсмен Яцек Жулковский на британском «Trice» конструкции Питера Росса, проехав дистанцию за 12,52 сек.

### Международные соревнования педальных автомобилей
Гонки на педальных автомобилях — технический вид спорта, участники которого соревнуются на четырёхколёсных миниавтомобилях, приводимые в движение исключительно физической силой спортсменов. Соревнования обычно представляют собой кольцевые гонки продолжительностью от 45 минут до 24 часов.
Во время гонок на выносливость каждая команда обычно состоит из четырёх водителей. В суточной гонке число водителей гоночного веломобиля увеличивается до шести. В целом соревнования напоминают гонки автомобилей на выносливость. Соревнования гоночных веломобилей на выносливость проводятся в Великобритании, Франции, Италии и Гонконге.
Британский чемпионат педальных автомобилей — соревнования гоночных педальных автомобилей на выносливость, которые проводятся в Великобритании семь раз в год с марта по сентябрь. Британский чемпионат — самый массовый среди чемпионатов педальных автомобилей в Европе. Гоночный сезон имеет продолжительность 60 часов, включая суточную гонку в Шенингтоне. Около 30—40 команд ежегодно участвуют в гонках на педальных веломобилях. Типичная длина кольцевой трассы составляет около 600 метров. Средняя скорость команды-победителя составляет 30—35 км/ч.

### Австралийский чемпионат веломобилей

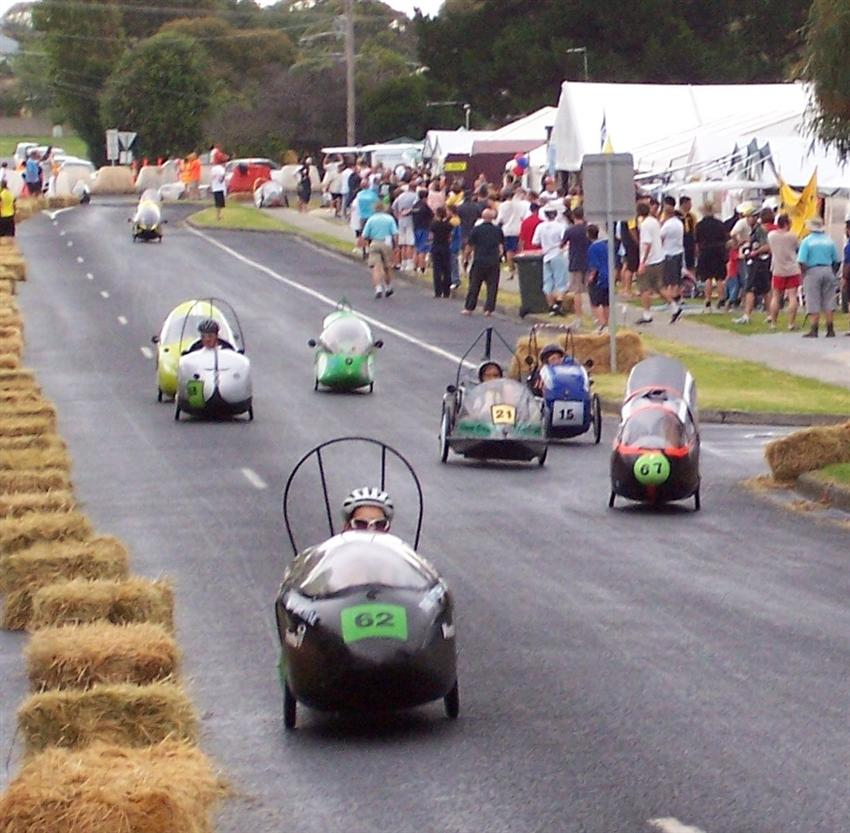
Австралийский чемпионат веломобилей, 2006 год.

Австралийский чемпионат веломобилей — один из самых массовых соревнований гоночных веломобилей в мире. Чемпионат состоит из двух шести часовых и одной суточной гонки. Популярность соревнования растёт. В последние годы в состязаниях принимают участие 150—250 команд ежегодно.
Технические требования австралийского чемпионата гоночных веломобилей
- Веломобиль должен иметь не менее трёх колёс. Все колёса должны быть функциональные и нести нагрузку.
- Веломобиль должен быть одноместный.
- Максимальная общая длина: 2700 мм
- Максимальная общая ширина: 1100 мм
- Максимальная общая высота: 1200 мм
- Максимальная высота сиденья относительно земли: 610 мм
- Минимальная колея: 600 мм
- Минимальная колёсная база: 1000 мм.
- Веломобиль должен иметь днище, которое защитит ноги в случае их соскальзывания с педалей.
- Радиус разворота не должен превышать 10,00 м.
- Запрещена тросовая система управления (только жёсткие тяги).
- На веломобиль должно быть установлено по меньшей мере два независимых тормозных механизма. Тормоза должны быть установлены на все колёса.
- Веломобиль должен быть оборудован, по меньшей мере, двумя зеркалами заднего вида.
- Сиденье должно быть установлено таким образом, чтобы гонщик имел хорошую обзорность.
- Веломобиль должен быть оснащён звуковым сигналом достаточной громкости.
- Обтекатель должен обеспечивать хорошую обзорность.
- Веломобиль должен иметь надёжные дуги безопасности над головой для защиты пилота в случае переворота.
- В конструкции веломобиля не должно быть колющих/режущих выступов. Детали привода, включая цепь, должны быть надёжно закрыты защитными щитками.
- Во время ночных гонок веломобиль должен быть оснащён, по меньшей мере, двумя передними фарами и двумя задними стоп-сигналами. Питание светотехники должно быть от аккумулятора (батареек).

### Гонки «лунных» веломобилей НАСА

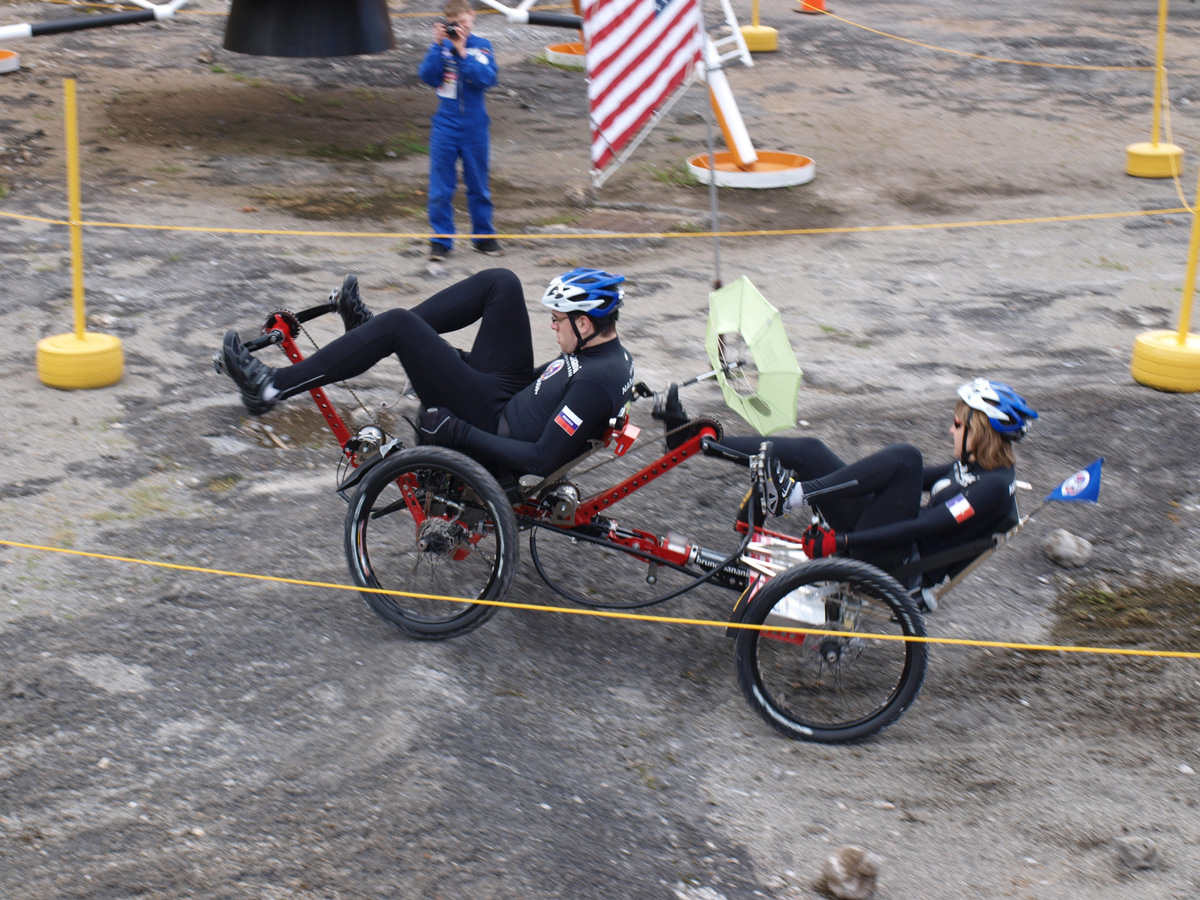
«Лунный» веломобиль команды МИКО

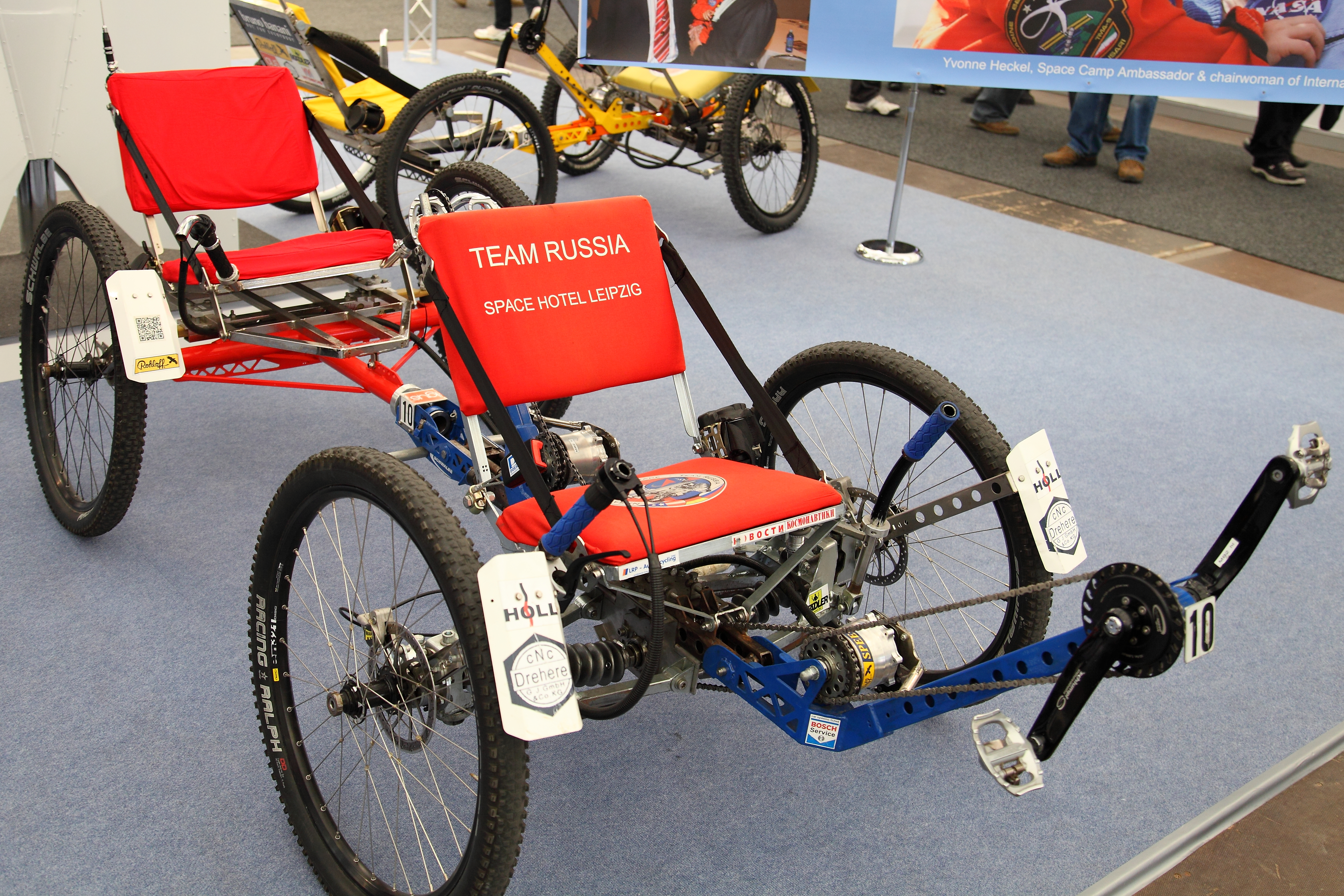
«Лунный» веломобиль «Ганимед» российской команды на Берлинском авиасалоне, 2012 год.

Гонки «лунных» веломобилей НАСА — международные соревнования на внедорожных веломобилях, проводящиеся под эгидой НАСА в США в г. Хантсвилл, штат Алабама. Состязующиеся делятся на две группы: школьники и студенты университетов (колледжей). Каждая команда должна состоять из шести человек. Участники должны самостоятельно изготовить «лунный» веломобиль для преодоления внедорожной трассы длиной 1127 м. «Кратеры», «лунная пыль», «застывшая лунная лава» и прочие неровности на трассе имитируют препятствия, по которым предстоит ездить настоящим луноходам. Всего на трассе присутствуют 15 различных препятствий.
Главной целью состязания является популяризация технического творчества молодёжи, воспитание командного духа и развитие способностей юных конструкторов преодолевать трудности. Конкурс также призван мотивировать студентов и школьников изобретать, и воплощать в жизнь самые смелые технические и научные идеи.
Соревнования проводятся с 1994 года. Начиная с 2007 года гонки «лунных» веломобилей стали международными. В последние годы в состязании принимает участие около сотни команд.
Для того, чтобы победить, команда должна иметь как технически совершенный веломобиль, так и хорошую физическую форму. Каждой команде даётся две попытки. В соревнованиях победит тот, кто сможет быстрее всех разложить луномобиль и успешно проехать трассу соревнований. Призовыми местами награждаются первые три команды в каждой категории участников.
1—2 апреля 2011 года прошли восемнадцатые международные гонки «лунных» веломобилей. В них приняли участие более 80 команд из США, Пуэрто-Рико, Канады, Германии, России, Индии, Пакистана и Эфиопии. В категории школьников победила команда Пуэрто-Рико с результатом 3:18. В категории студентов вузов сильнейшей оказалась команда из Пуэрто-Рико с результатом 3:41.
Российские студенты выступали в двух командах: МИКО (Международный Институт Космического Образования) под № 2 и МАИ (Московский авиационный институт) под № 77. Команда МИКО, прошлогодний победитель гонок, на новом луномобиле «Луноход-3» заняла шестое место в категории студентов вузов. Состав команды МИКО: Евгений Закутин (Россия), Роман Тарасов (Россия), Марин Бойер (Франция) и Томми Кнабе (Германия). Команда посвятила своё участие сорокалетию Лунохода и пятидесятилетию полёта Ю. Гагарина. Руководитель команды и директор Международного института космического образования — Ральф Хеккель.
Команда МАИ в дебютной гонке не смогла успешно преодолеть трассу. Полное видео соревнований доступно на сайте USTREAM.

## Детские веломобили

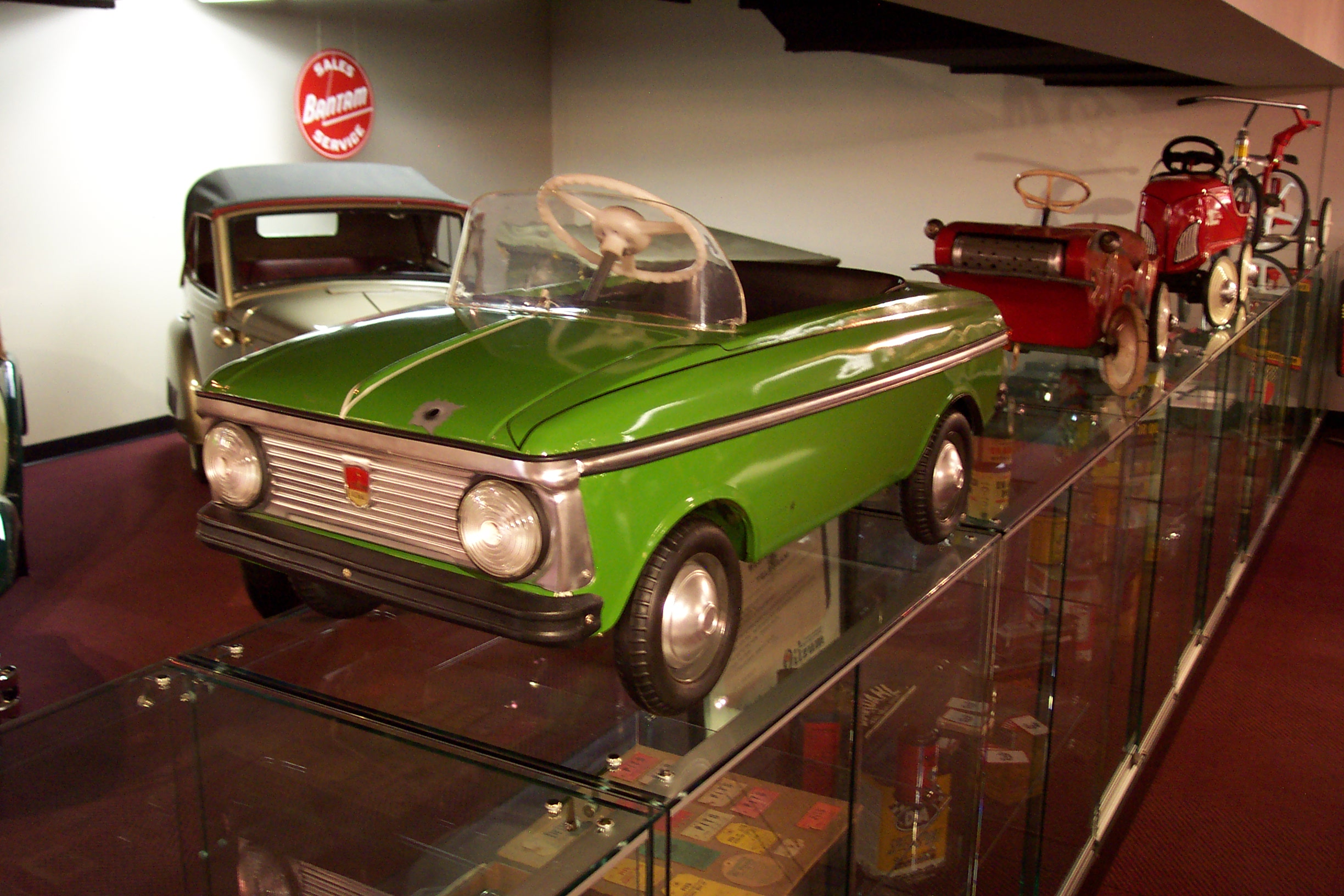
советский веломобиль для детей «Москвич»

Производятся серийно детские педальные веломобили.